# Chenac-Saint-Seurin-d'Uzet
Chenac-Saint-Seurin-d'Uzet est une commune du Sud-Ouest de la France, située dans le département de la Charente-Maritime (région Nouvelle-Aquitaine). Ses habitants sont appelés les Chenacais ou Saint-Surinais et les Chenacaises ou Saint-Surinaises.
Elle est le résultat de la fusion, le 25 février 1965, de deux communes distantes d'environ trois kilomètres : Chenac-sur-Gironde, village d'agriculteurs et de viticulteurs perché sur un coteau dominant l'estuaire de la Gironde, et Saint-Seurin-d'Uzet, petit port de pêche qui fut un temps un important centre de production de caviar.

## Géographie

### Situation
La commune se situe dans le sud-ouest du département de la Charente-Maritime, dans la province historique de la Saintonge. Appartenant au Midi de la France — on parle plus précisément de « Midi atlantique », elle peut être rattachée à deux grands ensembles géographiques, le Grand Ouest français et le Grand Sud-Ouest français. Formant un ensemble de 2 023 hectares, son territoire est principalement composé d'une série de coteaux assez marqués descendant en pente régulière vers l'estuaire de la Gironde.
Ceux-ci sont partiellement couverts de vignobles — la commune est dans la zone de production du Cognac, produisant des crus classés « Bons bois » — de terres agricoles (cultures oléagineuses en particulier) et de bois.
Dans la partie orientale de la commune, non loin de Saint-Seurin, apparaissent ce que l'on appelle les « Falaises-mortes » : cette appellation désigne une série de falaises qui formaient le littoral originel. Isolées de l'estuaire par suite de l'accumulation d’alluvions, elles sont souvent distantes de plusieurs kilomètres du littoral actuel et ne sont plus atteintes par les flots qu'en de rares occasions, soit les jours de tempête ou de « maline » (terme local désignant les marées de fort coefficient).
À leurs pieds s'étendent des paysages marécageux formant un écosystème particulier. Ainsi, la roselière de Saint-Seurin, s'étendant sur 350 hectares, est une étape importante sur le chemin des oiseaux migrateurs.

### Axes de communication

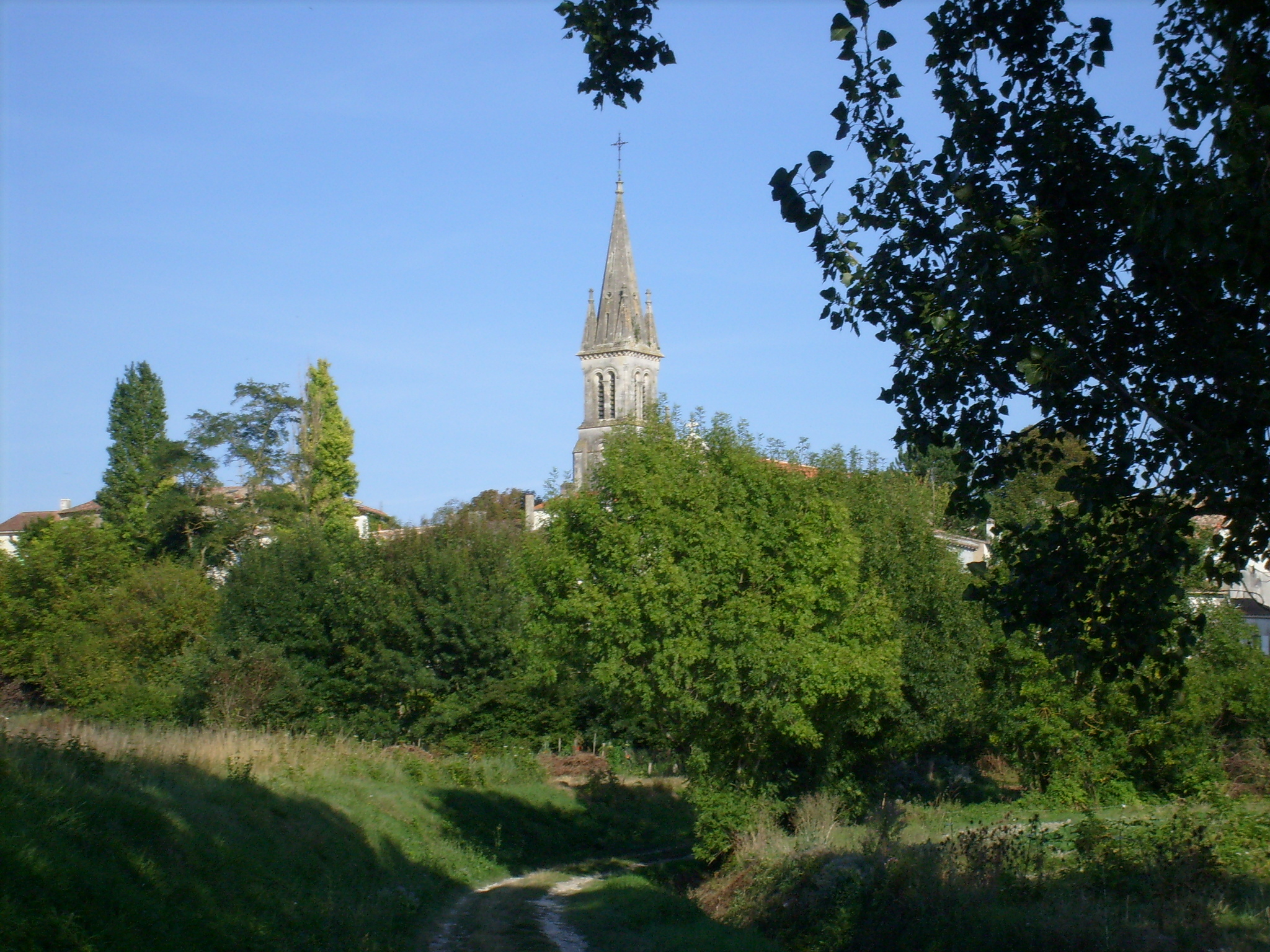
Le chemin des ajhasses, chemin vicinal à proximité du bourg de Chenac.

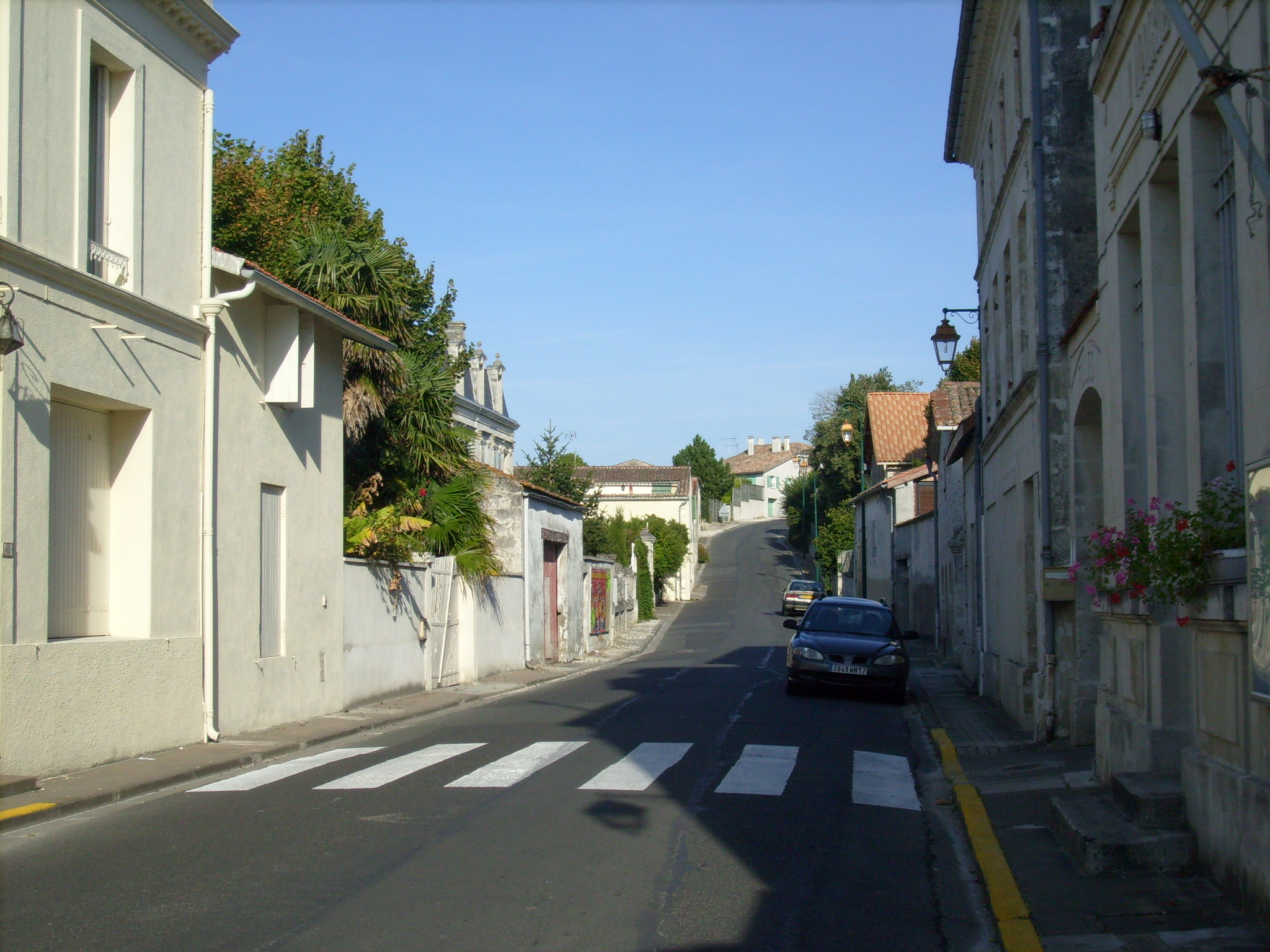
La « route verte » traverse le bourg de Saint-Seurin.

Chenac-Saint-Seurin-d'Uzet est située à 32 kilomètres au sud de Saintes et à 24 kilomètres de Royan, respectivement troisième et quatrième agglomérations du département de la Charente-Maritime.
La commune est principalement traversée par la route départementale 145, autrement connue sous le nom de « route verte » : il s'agit avant tout d'un itinéraire touristique alternatif reliant le pays royannais à la région vinicole du Blayais, dans le département voisin de la Gironde. Celle-ci passe par le hameau des Monards (partagé entre les communes de Barzan et de Chenac-Saint-Seurin-d'Uzet) avant de traverser le centre-bourg de Saint-Seurin, longeant le littoral sur un axe nord-ouest/sud-est avant de bifurquer vers le nord du fait de la présence des falaises-mortes de l' « Échailler » et de « Tire-cul ». Cette expression imagée s'explique par la présence d'une forte pente à cet endroit, la route escaladant la falaise, en venant de la commune voisine de Mortagne-sur-Gironde.
Deux routes départementales secondaires relient le bourg de Chenac au littoral : la plus à l'ouest, la D 139, fait jonction avec la « route verte » au lieu-dit Barabe ; la seconde, la D 129, relie Chenac à Saint-Seurin. Toutes deux serpentent à travers un paysage accidenté.
Un réseau de chemins vicinaux quadrille le territoire communal : certains portent des noms évocateurs des productions du terroir, tel le « Chemin du Pineau ».
La commune est située à égale distance de deux aéroports : celui de La Rochelle-Île de Ré, à 95 kilomètres au nord, accueille principalement des vols charters à destination de l'Europe du nord et des Îles Britanniques ; celui de Bordeaux-Mérignac, à 98 kilomètres au sud-est, est un aéroport international desservi par plusieurs compagnies nationales et internationales.
Les aérodromes le plus proches de la commune sont ceux de Royan (24 kilomètres) et de Pons (26 kilomètres).
Aucune ligne de chemin de fer ne traverse la commune. Les gares SNCF les plus proches sont celles de Royan et de Pons.

### Communes limitrophes
| Barzan                         | Épargnes                   | Virollet             |
|                                | Chenac-Saint-Seurin-d'Uzet |                      |
| Jau-Dignac-et-Loirac (Gironde) |                            | Mortagne-sur-Gironde |

À l'ouest, une chaîne de collines de faible altitude marque la limite avec la commune de Barzan, tandis que sur la rive gauche de l'estuaire de la Gironde, se trouve la commune de Jau-Dignac-et-Loirac.

### Hydrographie
L'estuaire de la Gironde borde la commune sur son flanc sud-ouest. Plusieurs ruisseaux tributaires de celui-ci traversent la commune.
Prenant naissance au nord de la commune d'Épargnes, « le Rambaud » est un cours d'eau d'une longueur totale de 4,7 kilomètres. Il se jette dans le village des Monards, marquant la séparation avec la commune voisine de Barzan. Un port de plaisance a été aménagé à son embouchure.
La « rivière de Chauvignac » se jette dans le Rambaud à hauteur des Monards. Ce cours d'eau long de 2,5 kilomètres prend sa source non loin du coteau de Chauvignac, s'écoulant d'abord vers l'ouest avant de bifurquer vers le sud en raison de l'accentuation du relief. Le « chenal de Moque-souris », long de 2,1 kilomètres, se jette également dans le port des Monards.
Enfin, le Juliat est un cours d'eau prenant naissance dans la partie orientale de la commune. Mesurant 2 kilomètres de long, il vient rejoindre l'estuaire de la Gironde dans le port de Saint-Seurin-d'Uzet.

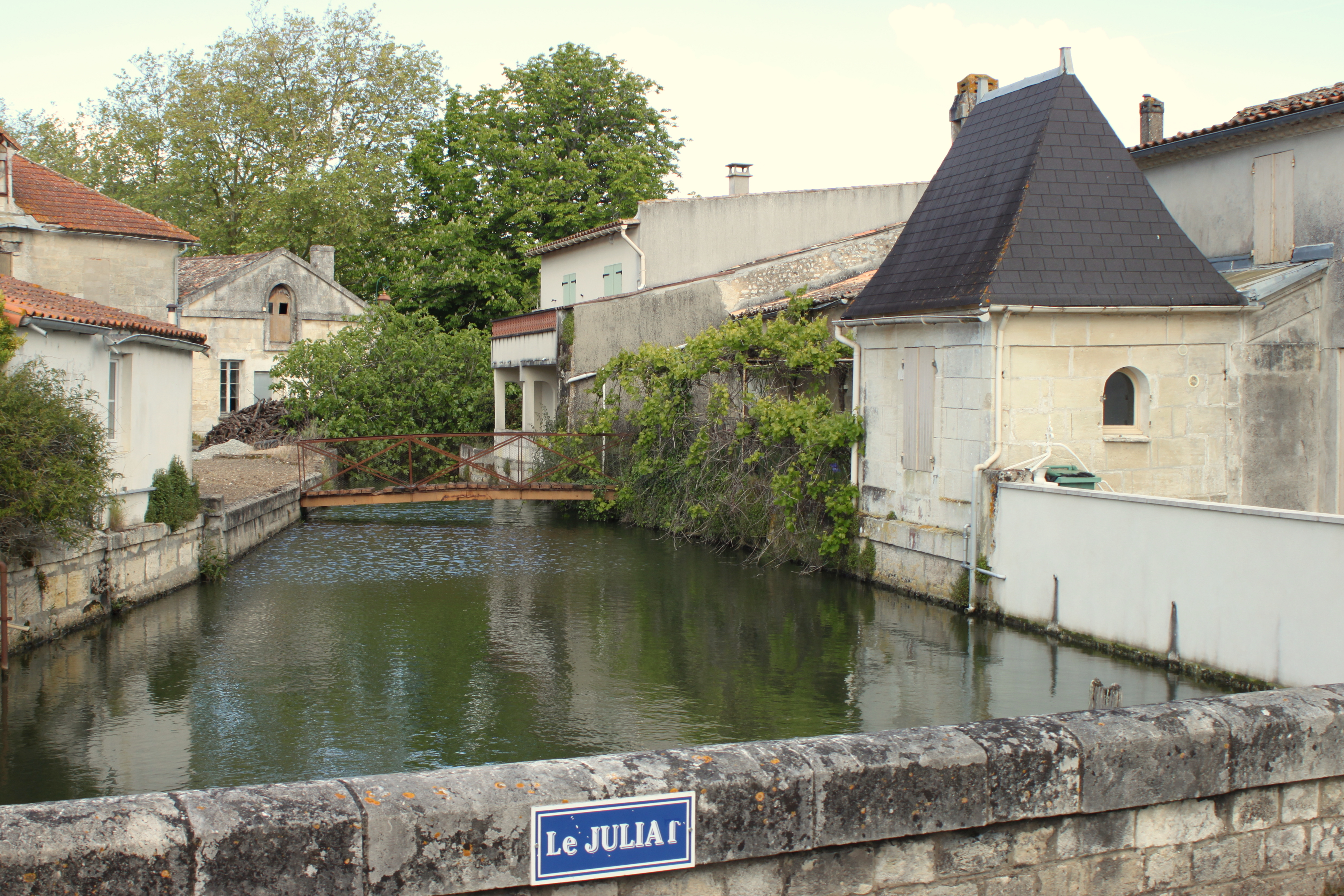
Le Juliat, avant le pont-écluse.
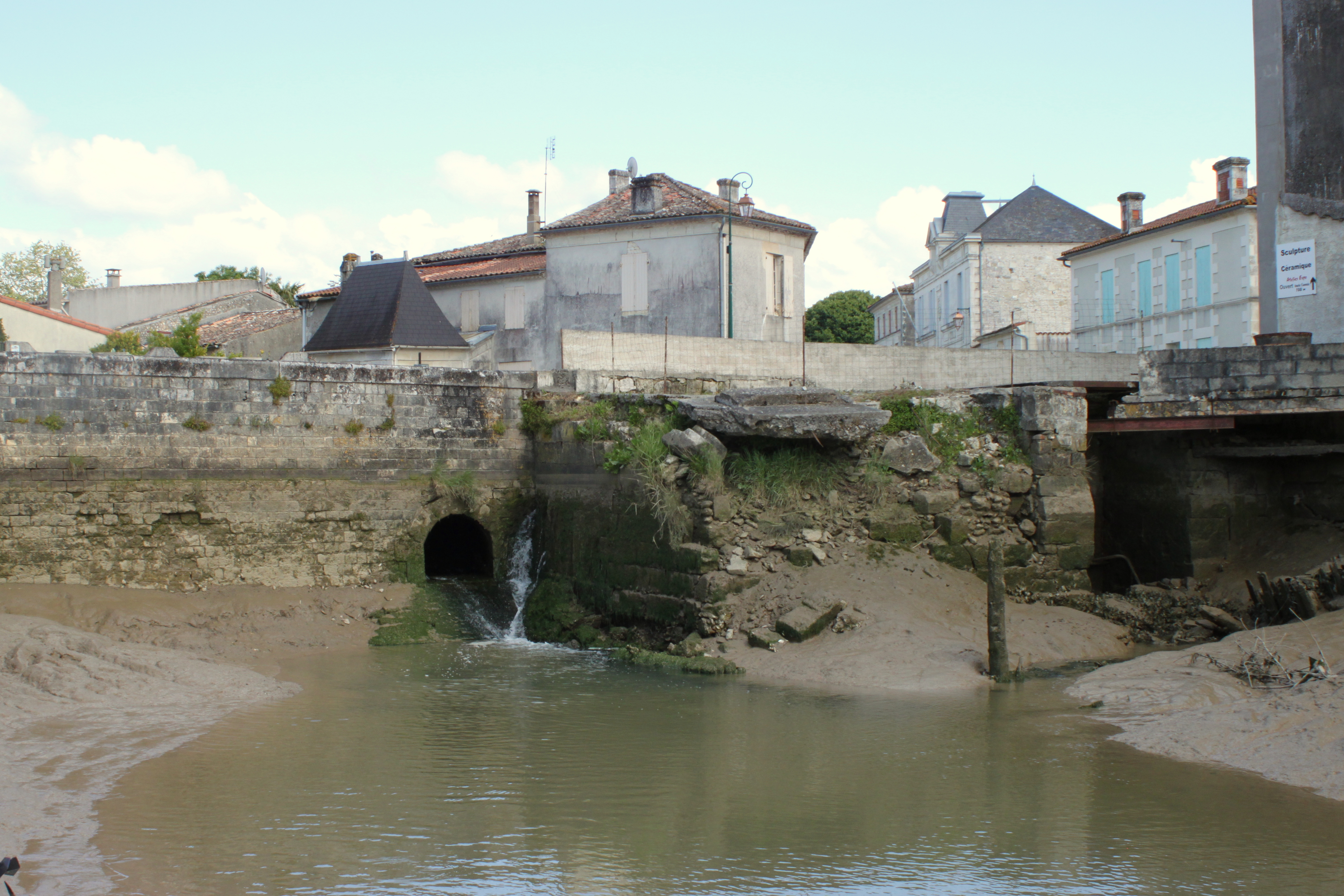
Le Juliat, le pont-écluse, côté port, à marée basse.
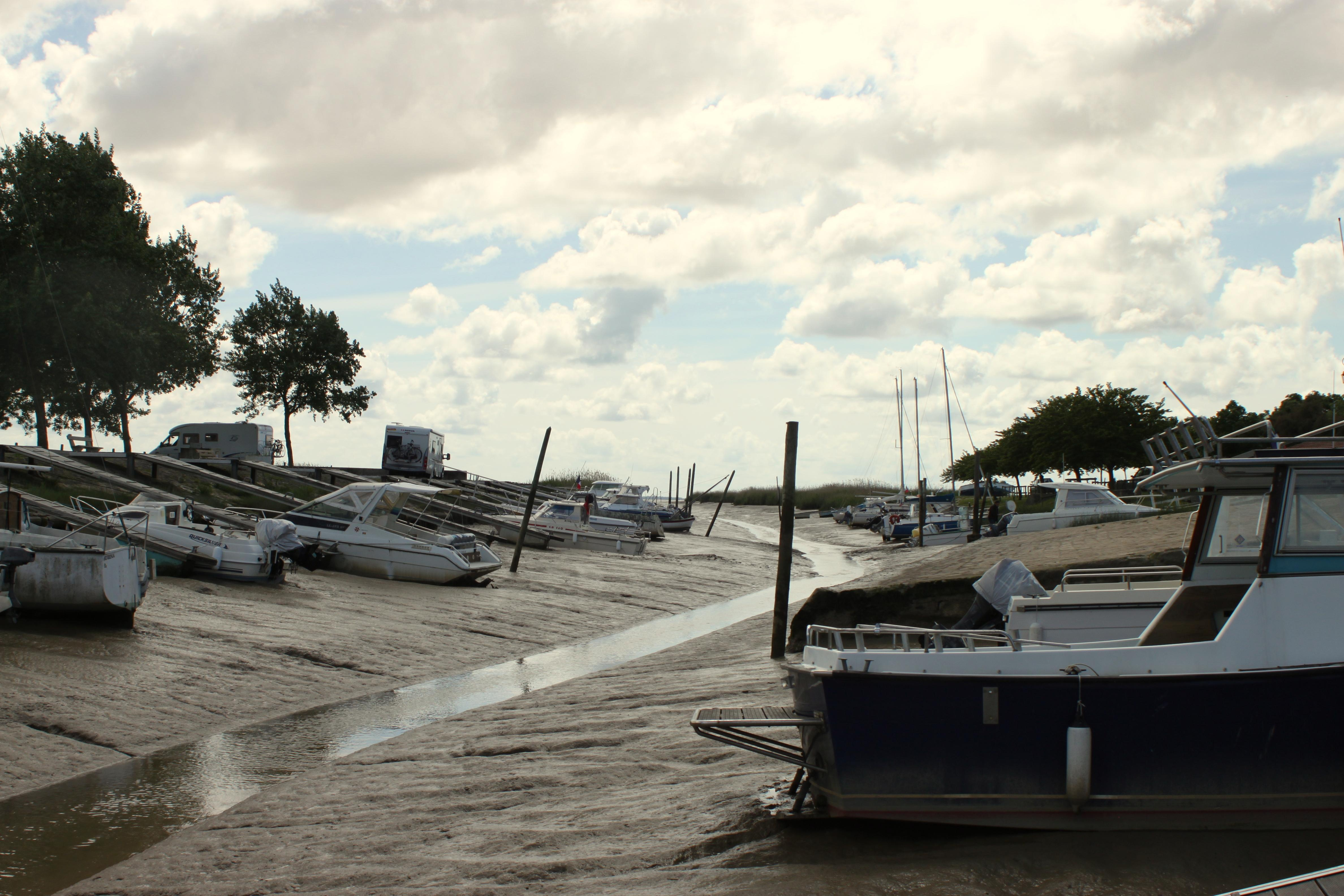
Le port, à marée basse.

### Climat
Le climat dont bénéficie la Charente-Maritime est un climat océanique tempéré de type aquitain, marqué par un ensoleillement moyen assez important : avec 2 250 heures par an, il est comparable à celui que connaît une partie de la côte méditerranéenne. La pluviosité y est modérée, les précipitations ne dépassant pas 1200 mm par an. Les températures, quant à elles, varient en moyenne de +5 °C en hiver à +20 °C en été.
Les îles et l'ensemble du littoral de la Charente-Maritime se caractérisent par un climat particulièrement doux en hiver, et rafraîchissant l'été, grâce aux influences océaniques perpétuellement en mouvement (brise marine). Ces conditions climatiques favorables, toujours soumises aux influences de l'océan Atlantique, ont favorisé un véritable micro-climat de type sub-aquitain et l'existence d'une végétation déjà méridionale. Ainsi la flore se caractérise-t-elle par la présence étonnante de lauriers-roses, eucalyptus, agaves, et même les mimosas se mettent à fleurir dès le mois de janvier. Aux essences déjà méridionales du chêne vert (ou yeuse) et du cyste, s'ajoutent une forte présence de palmiers, figuiers, orangers et même oliviers. Il existe toutefois un contraste entre le littoral, assez sec et ensoleillé et l'intérieur des terres, davantage pluvieux. La pluviométrie passe ainsi de 750 mm sur le littoral à 950 mm dans l'intérieur de la Haute-Saintonge.

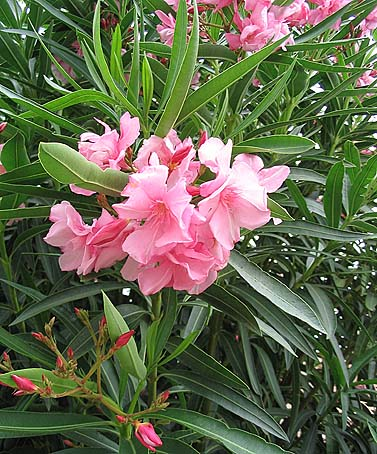
Le laurier-rose, l'une des nombreuses espèces méridionales s'épanouissant dans la région.

Les relevés de la station météorologique de La Rochelle entre 1946 et 2000 permettent de déterminer quelques dates majeures au point de vue climatique en Charente-Maritime : ainsi, au cours de ce laps de temps, la température la plus froide est relevée le 15 février 1956 : -13,6 °C.
Un pic de température (dépassé seulement au cours de la canicule de 2003) est atteint le 8 juillet 1982 avec près de 39 °C à l'ombre.
Si 1953 est considérée comme l'année la plus sèche, 2000 est au contraire la plus pluvieuse.
À Bordeaux, les températures moyennes relevées sont de 6,4 °C en janvier et de 20,9 °C en août, avec une moyenne annuelle de 13,3 °C. Les records de chaleur enregistrés sont de 41,9 °C le 16/8/1892 et les records de froid de −16,4 °C le 16/1/1985. Le département de la Gironde connaît en moyenne 15 à 20 jours en été où les températures dépassent les 30 °C. Des températures extrêmes peuvent aussi être observées comme lors de l'été 2003 où la température a atteint 41 °C. Ce même été, il y a eu 12 jours consécutifs où les maximales ont atteint ou dépassé les 35 °C.
Charente-Maritime et Gironde ont cependant connu des hivers très froids en 1956, 1985, 1987 et 2012.
La région a été durement affectée par la tempête Martin du 27 décembre 1999. Les records nationaux de vents enregistrés sont atteints avec 198 km/h au nord de l'île d'Oléron (station de la pointe de Chassiron). Des pointes à 194 km/h sont relevées à Royan.
Un an après le passage de la tempête Klaus (janvier 2009), la commune est touchée par la tempête Xynthia (février 2010). Si de violentes bourrasques sont relevées sur la commune, le territoire est avant tout affecté par des inondations, ainsi que par quelques dégâts matériels (chutes d'arbres, de poteaux électriques, etc.).
Les tableaux suivants résument les principales données climatiques des stations de Météo-France de Bordeaux (environ 75 kilomètres au sud) et de La Rochelle (environ 75 kilomètres au nord-ouest).

#### Données générales
| Ville                      | Ensoleillement · (h/an) | Pluie · (mm/an) | Neige · (j/an) | Orage · (j/an) | Brouillard · (j/an) |
| -------------------------- | ----------------------- | --------------- | -------------- | -------------- | ------------------- |
| Médiane nationale          | 1 852                   | 835             | 16             | 25             | 50                  |
| Chenac-Saint-Seurin-d'Uzet | 2250                    | 755             | 4              | 13             | 26                  |
| Paris                      | 1 717                   | 634             | 13             | 20             | 26                  |
| Nice                       | 2 760                   | 791             | 1              | 28             | 2                   |
| Strasbourg                 | 1 747                   | 636             | 26             | 28             | 69                  |
| Brest                      | 1 555                   | 1 230           | 6              | 12             | 78                  |
| Bordeaux                   | 2 070                   | 987             | 3              | 32             | 78                  |

#### Données météorologiques à Bordeaux
| Mois                              | jan.  | fév.  | mars | avril | mai  | juin | jui. | août | sep. | oct. | nov.  | déc.  | année |
| --------------------------------- | ----- | ----- | ---- | ----- | ---- | ---- | ---- | ---- | ---- | ---- | ----- | ----- | ----- |
| Température minimale moyenne (°C) | 2,8   | 3,4   | 4,6  | 6,6   | 10,3 | 13   | 15,1 | 15,2 | 12,5 | 9,5  | 5,5   | 3,8   | 8,5   |
| Température moyenne (°C)          | 6,4   | 7,6   | 9,6  | 11,6  | 15,4 | 18,3 | 20,8 | 20,9 | 18,1 | 14,2 | 9,4   | 7,3   | 13,3  |
| Température maximale moyenne (°C) | 10    | 11,7  | 14,5 | 16,5  | 20,5 | 23,5 | 26,4 | 26,6 | 23,7 | 18,8 | 13,4  | 10,7  | 18,1  |
| Record de froid (°C)              | −16,4 | −15,2 | −9,9 | −5,3  | −1,8 | 2,5  | 4,8  | 1,5  | −1,8 | −5,3 | −12,3 | −13,4 | −16,4 |
| Record de chaleur (°C)            | 20,2  | 26,2  | 29,8 | 31,1  | 35,4 | 38,5 | 39,2 | 41,9 | 37,6 | 32,2 | 25,1  | 22,5  | 41,9  |
| Précipitations (mm)               | 92    | 82,6  | 70   | 80    | 83,9 | 63,8 | 54,5 | 59,5 | 90,3 | 94,1 | 106,9 | 106,7 | 984,1 |

#### Données météorologiques à La Rochelle
| Mois                              | jan. | fév. | mars | avril | mai  | juin | jui. | août | sep. | oct. | nov. | déc. | année |
| --------------------------------- | ---- | ---- | ---- | ----- | ---- | ---- | ---- | ---- | ---- | ---- | ---- | ---- | ----- |
| Température minimale moyenne (°C) | 3,4  | 2,8  | 5,4  | 7,4   | 10,7 | 13,7 | 15,8 | 15,7 | 13,7 | 10,5 | 6,3  | 3,9  | 9,2   |
| Température moyenne (°C)          | 5,9  | 6,9  | 8,7  | 11,1  | 14,3 | 17,5 | 19,8 | 19,6 | 17,8 | 14,2 | 9,4  | 6,6  | 12,7  |
| Température maximale moyenne (°C) | 8,5  | 9,9  | 12,1 | 14,7  | 17,9 | 21,3 | 23,8 | 23,5 | 21,8 | 18   | 12,6 | 9,2  | 16,1  |
| Ensoleillement (h)                | 84   | 111  | 174  | 212   | 239  | 272  | 305  | 277  | 218  | 167  | 107  | 85   | 2 250 |
| Précipitations (mm)               | 82,5 | 66,1 | 57   | 52,7  | 61,1 | 42,9 | 35,1 | 46,4 | 56,5 | 81,6 | 91,8 | 81,8 | 755,3 |

## Urbanisme

### Typologie
Au 1er janvier 2024, Chenac-Saint-Seurin-d'Uzet est catégorisée commune rurale à habitat dispersé, selon la nouvelle grille communale de densité à 7 niveaux définie par l'Insee en 2022.
Elle est située hors unité urbaine et hors attraction des villes,.
La commune, bordée par l'estuaire de la Gironde, est également une commune littorale au sens de la loi du 3 janvier 1986, dite loi littoral. Des dispositions spécifiques d’urbanisme s’y appliquent dès lors afin de préserver les espaces naturels, les sites, les paysages et l’équilibre écologique du littoral, tel le principe d'inconstructibilité, en dehors des espaces urbanisés, sur la bande littorale des 100 mètres, ou plus si le plan local d’urbanisme le prévoit.

### Occupation des sols
L'occupation des sols de la commune, telle qu'elle ressort de la base de données européenne d’occupation biophysique des sols Corine Land Cover (CLC), est marquée par l'importance des territoires agricoles (39,9 % en 2018), en diminution par rapport à 1990 (42,3 %). La répartition détaillée en 2018 est la suivante : 
eaux maritimes (43 %), terres arables (18,1 %), zones agricoles hétérogènes (11,7 %), zones humides côtières (10,4 %), cultures permanentes (10,1 %), forêts (6,7 %). L'évolution de l’occupation des sols de la commune et de ses infrastructures peut être observée sur les différentes représentations cartographiques du territoire : la carte de Cassini (XVIIIe siècle), la carte d'état-major (1820-1866) et les cartes ou photos aériennes de l'IGN pour la période actuelle (1950 à aujourd'hui).

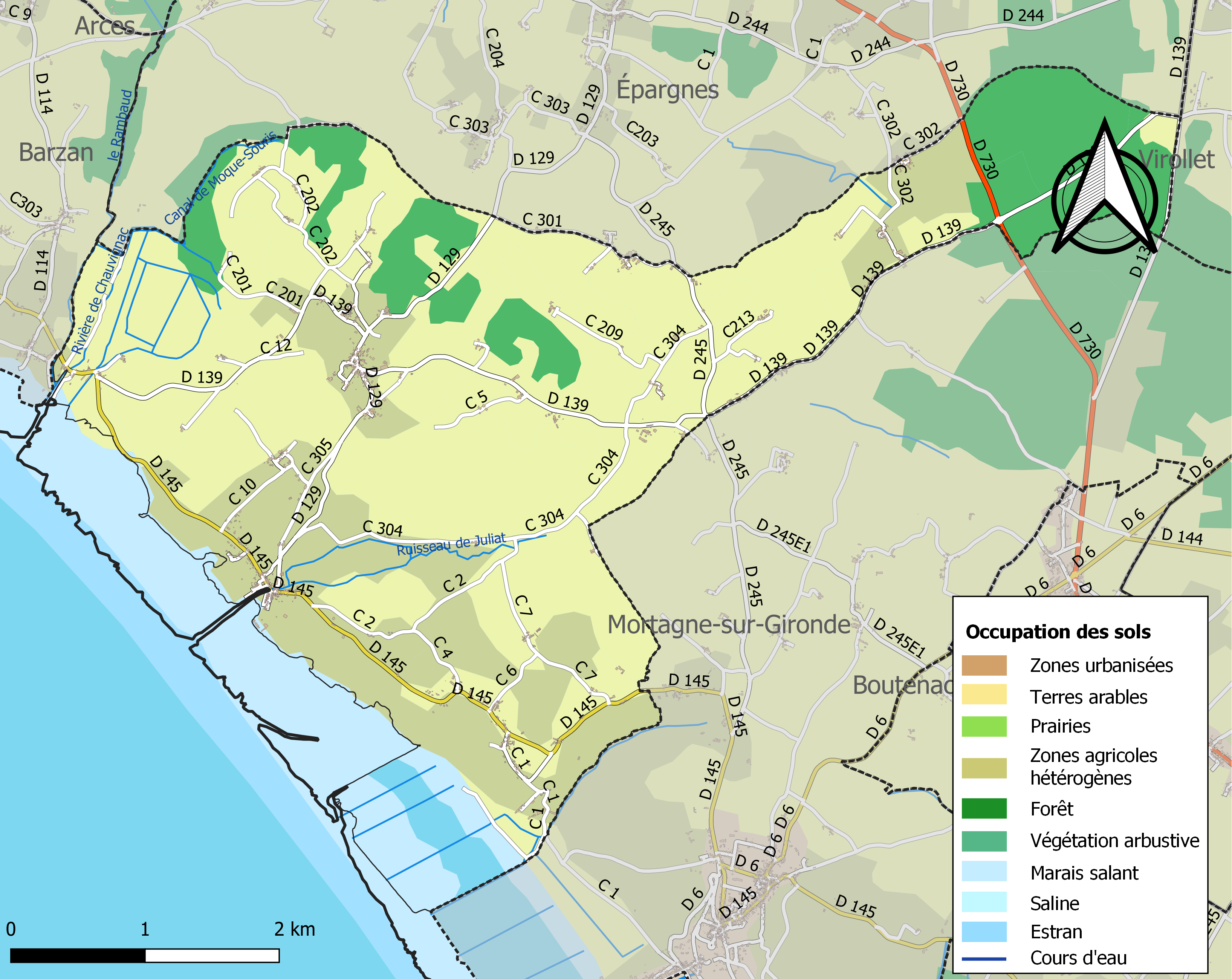
Carte des infrastructures et de l'occupation des sols de la commune en 2018 (CLC).

## Toponymie
L'origine du nom de Chenac a donné lieu aux suppositions les plus diverses, certains érudits y voyant au XIXe siècle les réminiscences d'une légende locale se rapportant à un « chêne habité ».
Il semble cependant que l'origine du nom de la localité dérive de l'anthroponyme gallo-romain Canus et du suffixe -acum, indiquant la possession et pourrait se traduire par "domaine".
Quant à Saint-Seurin-d'Uzet, son nom est tiré de l'abbaye de Saint-Seurin-sur-l'Isle, en Gironde, Uzet étant une déformation de l'occitan « Euse », indiquant la présence de chênes-verts dans le tapis végétal primitif de la commune. Ce type de végétation est désigné sous le nom de « Yeuzaie » ou « Yeusaie » en saintongeais.
La commune de Saint-Seurin d'Uzet fut rebaptisée « L’Union d'Uzet » à l'époque révolutionnaire. Elle conserva ce nom durant huit mois et sept jours, soit du 3 germinal an II (23 mars 1794) au 10 frimaire an III (30 novembre 1794).

## Histoire

### Les origines

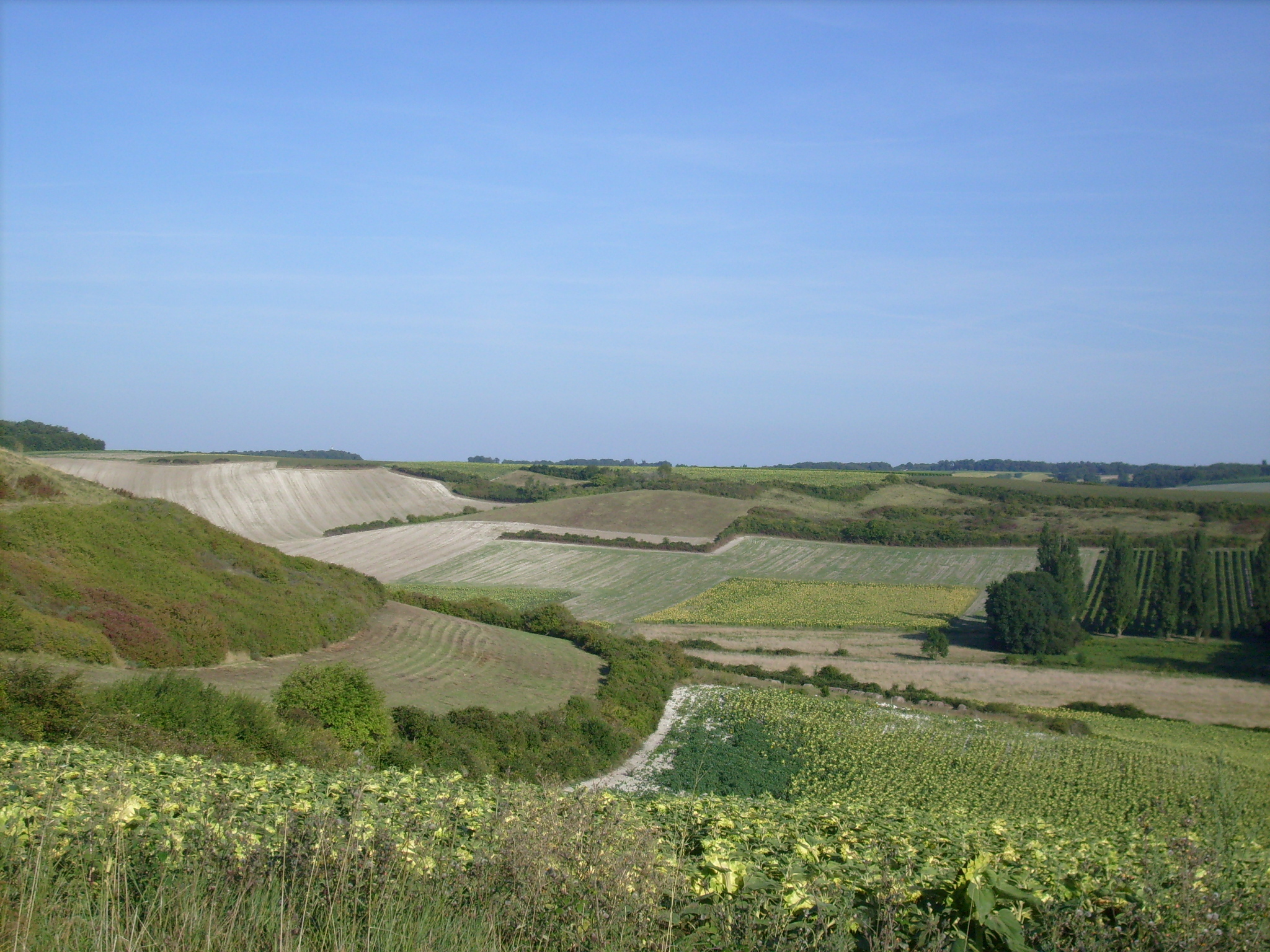
Coteaux près de Chenac.

Des prospections effectuées sur le territoire de la commune ont permis de mettre au jour différentes traces d'occupation humaine, sous la forme de silex taillés, de pointes de lance, de racloirs datant de la fin de la période préhistorique, ainsi que divers fragments de poteries gallo-romaines indiquant soit la présence d'un village, soit d'une villa aux premiers siècles de notre ère.
De nombreuses pièces, pour la plupart d'origine gauloise, ont été découvertes à proximité du site de « Fontgarnier » : en 1870, on y retrouva notamment un trésor de 108 pièces gauloises (soit 91 Contoutos, 9 Annicolos, 4 Atectorix, 1 Luccios, 1 Urippanos et 2 autres, indéterminées) et d'environ 700 pièces romaines (liste non exhaustive : 5 deniers républicains, 100 monnaies d'Auguste, 16 monnaies d'Agrippa, 35 de Tibère, 1 de Caligula, 1 de Titus).
La source de Chauvignac, qui jaillit sur le territoire de la commune, est parfois considérée comme ayant servi à alimenter un aqueduc relié aux thermes de la ville antique de Novioregum, toute proche. De fait, des restes de canalisations d'époque gallo-romaine ont été dégagés à proximité. La canalisation se présente comme un couloir voûté taillé à même la roche (2 mètres de hauteur pour 2 mètres de largeur). À la base se trouve un canal de 1 mètre de largeur sur 0,25 mètre de profondeur. En 1955, le curage de ces canalisations au cours de recherches menées par Jean Robert Colle a permis la découverte de monnaies romaines. Parmi celles-ci, une pièce en argent à l'effigie de l'impératrice Livie, une pièce en bronze émise sous le règne de l'empereur Vespasien, cinq pièces de bronze émises sous le règne de Trajan, deux sous le règne d'Hadrien, enfin, une pièce de bronze à l'effigie de Macrin et une autre de Domitien.
À Saint-Seurin-d'Uzet, les substructions d'une villa gallo-romaine ont été découvertes en 1836. Celles-ci ont révélé une salle rectangulaire et des restes de murs ornés de stucs.

### La seigneurie de Saint-Seurin
Si Saint-Seurin est une seigneurie indépendante depuis le XIIe siècle, les terres de Chenac appartiennent d'abord de plein droit à la seigneurie de Mortagne, avant que Pons de Mortagne ne vende en 1337 ses terres et droits coutumiers à Adhémar d'Archiac, seigneur de Saint-Seurin.
Un nouveau château est bâti à Saint-Seurin dès 1460. Construit sur un promontoire défendant l'accès du port, la tradition rapporte que ses fossés étaient si larges qu'il a fallu construire un pont à trois arches pour pouvoir les franchir.
Tandis que la seigneurie — devenue baronnie — est rachetée par Jean Bretinauld en 1630, celui-ci fait reconstruire le château. Saint-Seurin devient une station de pilotage, tandis que Chenac s'enrichit avec le développement du commerce des eaux-de-vie. Plusieurs domaines nobles sont implantés sur le territoire de l'actuelle commune, parmi lesquels ceux de Besne, Saint-Rémi ou Chauvignac, dont il ne subsiste que peu de vestiges.

### Les «idées nouvelles»
Comme dans le reste de la Saintonge, les villages de Chenac et de Saint-Seurin sont touchés très tôt par la Réforme. Les chroniques locales en fournissent un exemple avec la conversion d'une famille de notables du village de Chenac en 1546. Cette année-là, le sieur Petitjean, accueillant son fils de retour « au pays », apprend avec stupeur la conversion de celui-ci aux idées nouvelles. Le jeune homme fait si bien qu'à leur tour, les parents refusent d'assister aux offices catholiques, alertant le prêtre de la paroisse. Une enquête est menée afin d'éclaircir l'affaire, portée devant l'évêque de Saintes. Le jeune homme, décrivant point par point les articles de sa foi, s'enhardit au point de critiquer vertement les mœurs des prêtres, ajoutant « qu'ils devaient être brûlés ».
Le tribunal ecclésiastique, pourtant habilité à demander une lourde peine en ces temps où renier la religion d'État était considéré comme un crime, demanda « seulement » une pénitence publique. La sentence du parlement condamna le jeune réformé à « ouïr, teste nue, un sermon sur le purgatoire qui serait faict en l'église dudit Chenat (sic) par un notable prescheur et oultre condamné en cent livres d'amende ». À la suite de ce scandale, la famille décide de faire profil bas et d'assister de nouveau aux offices dominicaux.
En 1560, des assemblées de pasteurs venus de Suisse se tiennent à Chenac et Saint-Seurin. Une prédication a lieu publiquement le jour de la Saint-Martin, jour de la fête patronale de la paroisse de Chenac. Celle-ci se solde par une violente répression de la part du seigneur du lieu, Gabriel de la Mothe. Peu à peu, les idées réformées se répandent dans la population. La liberté de culte est obtenue peu après et Gabriel de la Mothe lui-même se convertit à son tour. Le 17 juillet 1561, le prêche protestant est donné depuis la chaire de l'église catholique de Chenac.
Cependant, la Saintonge ne tarde pas à succomber aux guerres civiles : la religion catholique est rétablie, quelques « huguenots » condamnés à morts, dont le seigneur Gabriel de la Mothe. Dans ce dernier cas, la sentence ne sera pas exécutée.
La promulgation de l'édit de Nantes permet à la communauté de se rétablir et dans le premier quart du XVIIe siècle, un temple est bâti à Saint-Seurin. Les religionnaires, qui ne sont que tolérés, sont de nouveau victimes de persécutions dès avant la promulgation de l'édit de Fontainebleau de 1685.

Ainsi, le 22 septembre 1681, un édit royal interdit le culte, ordonnant également la destruction du temple : 
«  Louis, par la grâce de Dieu, Roy de France et de Navarre, aux gouverneurs, nos lieutenants-généraux en nos pays de Xaintonge et Aulnis, intendant de justice et tous autres officiers qu’il appartiendra, Salut : Par arrêt de nostre Conseil d’Etat et sous le contresel de nostre chancellerie, cejourd’hui donné, nous y estant, nous avons interdit pour toujours l’exercice de la Religion prétendue Réformée audit lieu de Saint-Surin, au pays de Xaintonge, et ordonné que le temple qui y est construit sera desmoly jusques aux fondemens dans deux mois, ce que voulant estre exécuté, nous vous mandons et ordonnons par ces présentes signées de nous d’y tenir la main, de ce faire vous donnons pouvoir, commission et mandement spécial, commandons au premier huissier ou sergent sur ce requis de faire exécuter ledit arrêt et des ordonnances que vous rendrez en conséquence, tous les exploits et actes de justice, de se faire sans demander de permission, car tel est nostre bon plaisir.  »
Huit ans plus tard, en 1689, l'ancienne église romane de Saint-Seurin est désaffectée. Une « grande chapelle » est édifiée à proximité du port, tandis que l'ancien sanctuaire, condamné à la ruine, est finalement démoli en 1707. En 1914, une commission archéologique découvre quelques vestiges de l'ancienne église de Saint-Seurin, détruite en 1707, au niveau du lieu-dit « Le Vieux Bourg ». À proximité de ces fondations sont également découverts les restes d'un sarcophage médiéval contenant « des ossements et plusieurs pierres plates de 0,45 centimètre environ de largeur sur 0,14 centimètre d'épaisseur ayant sur une des faces de petits losanges réguliers en creux ».
En 1698, les registres d'imposition de la généralité de La Rochelle dépeignent deux paroisses rurales relativement pauvres. Tandis que Saint-Surin-d'Uset (sic) est abonnée à hauteur de 1380 livres, Saint-Martin de Chesnac (sic) l'est à hauteur de 1610 livres. Les deux paroisses sont au bénéfice unique de Mme de Saint-Surin (Angélique de Verteuil, veuve du baron Henri de Bretinauld). Le même document révèle que les paroisses produisent essentiellement « Blé, foin et peu de vin » pour Saint-Seurin et « Blé, vin et bois » pour Chenac

### La «capitale française du caviar»

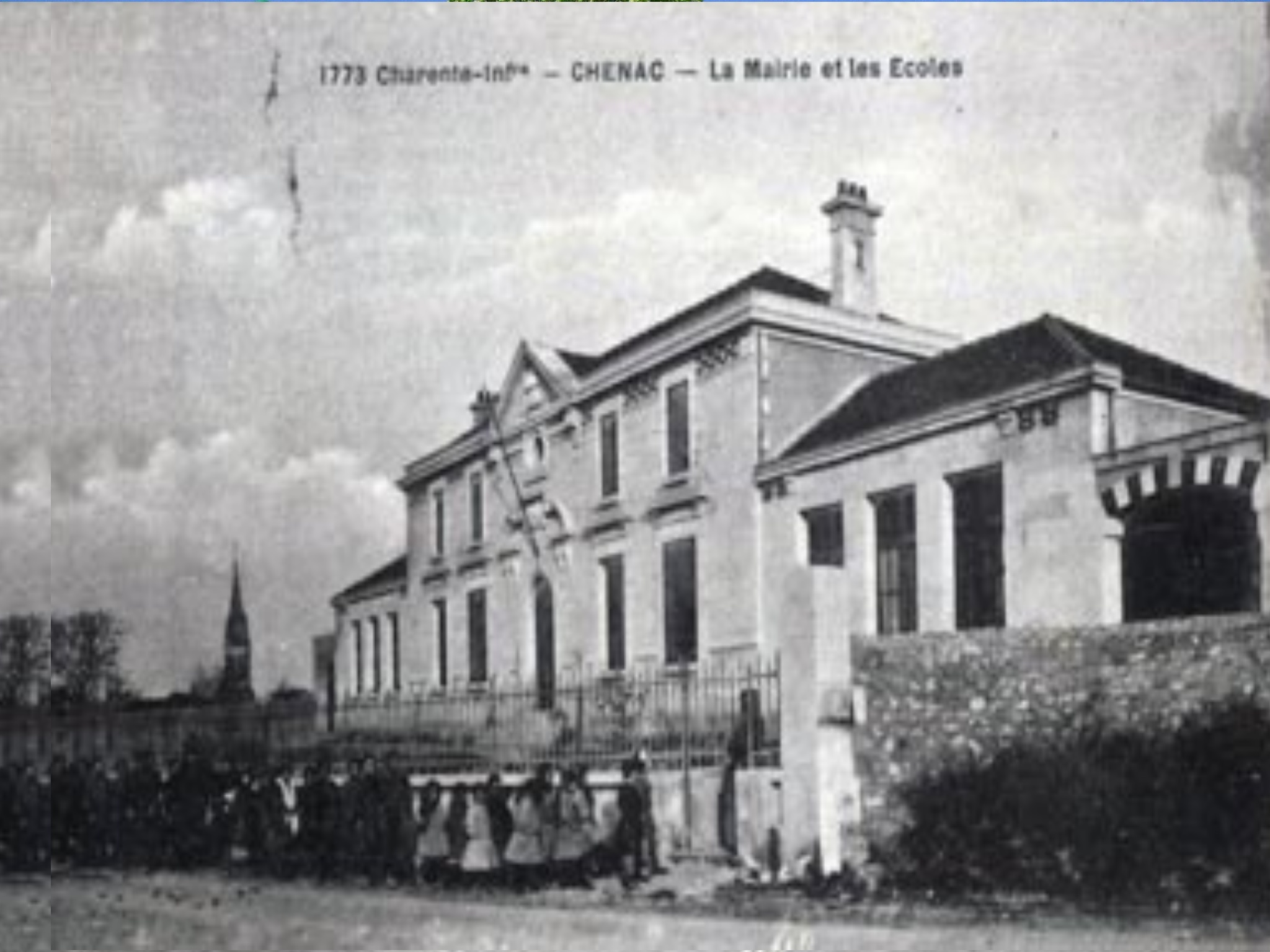
La mairie de Chenac en 1916.

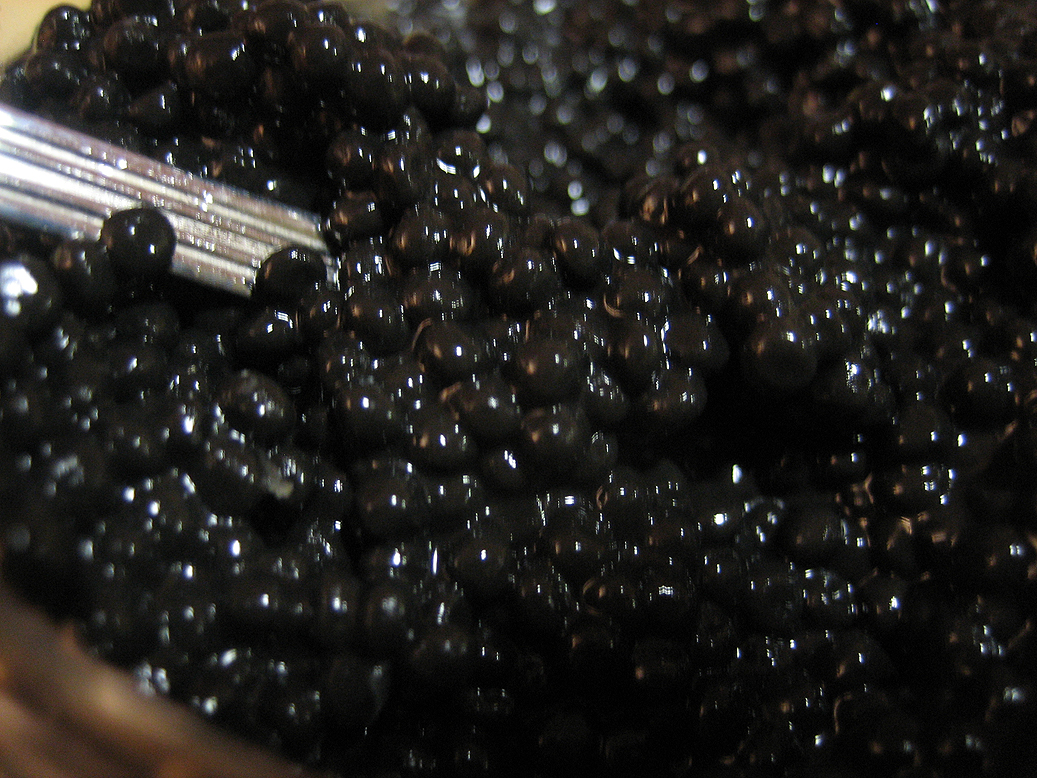
La commune fut un temps un centre de production de caviar.

Au XIXe siècle et début du XXe siècle, Chenac et Saint-Seurin d'Uzet forment deux communes indépendantes. Comme dans beaucoup de communes rurales, des infrastructures de base sont créées : en particulier, mairies et écoles. 
L'église romane de Chenac est démolie pour cause de vétusté et remplacée par un édifice moderne en 1852.
Au début du XXe siècle, Saint-Seurin-d'Uzet est un modeste port de pêche en bordure de Gironde. On y pêche aloses, piballes (alevins d'anguilles), mais aussi esturgeons. Ce poisson, connu localement sous le nom de « Créa », est pêché depuis des siècles dans l'estuaire : cependant, si la chair est consommée par les pêcheurs, ceux-ci se servent des œufs - le caviar - comme d'aliments pour nourrir leur basse-cour.
En 1916, une aristocrate russe séjournant sur la côte a l'idée de visiter les villages alentour. Arrivant à Saint-Seurin, elle assiste médusée au spectacle des pêcheurs jetant aux canards de grosses masses noires de jais. Scandalisée, elle aurait alors eu ces mots : « Malheureux ! Vous rejetez les œufs de ce poisson qui est le meilleur et le plus cher, c'est un crime. Monsieur, chez nous on les recueille précieusement et on les conserve sous le nom de caviar. »
Au début des années 1920, en exil après la révolution russe de 1917, elle envoie son mari, un ancien officier de la garde du tsar, le capitaine Scott, initier la population locale à la production de caviar. Prenant conscience de la valeur du produit jusque-là jeté au rebut, de nombreux habitants se tournent vers cette activité lucrative. À Paris, dans les années 1920, la maison « Prunier » est la première à commercialiser le « Caviar de Gironde ». Jusque dans les années 1950, la production annuelle atteignait 3 à 5 tonnes.
Cependant, du fait de la pêche intensive, l'esturgeon se raréfie dans l'estuaire de la Gironde. En 1982, sa pêche est officiellement interdite : des fermes aquacoles, implantées dans différentes communes de la région, permettent à la production de caviar de Gironde de se maintenir quelque peu, mais de façon plus confidentielle qu'autrefois.
En 1965, décision est prise de regrouper les deux communes en une seule entité administrative, pour des raisons d'économie. La nouvelle commune, tirant profit de sa situation non loin des stations balnéaires de la Côte de Beauté, est aujourd'hui résolument tournée vers les activités touristiques.

## Politique et administration
De 1789 à 1799, en vertu de la loi du 14 décembre 1789, les agents municipaux (maires) sont élus au suffrage direct pour 2 ans et rééligibles, par les citoyens actifs de la commune âgés d'au moins 25 ans, contribuables payant une contribution au moins égale à 3 journées de travail dans la commune. Sont éligibles ceux qui paient un impôt équivalent au moins à dix journées de travail.
De 1799 à 1848, La constitution du 22 frimaire an VIII (13 décembre 1799) revient sur l’élection du maire, les maires sont nommés par le préfet pour les communes de moins de 5 000 habitants. La Restauration instaure la nomination des maires et des conseillers municipaux. Après les lois organiques 1831, les maires sont nommés (par le roi pour les communes de plus de 3 000 habitants, par le préfet pour les plus petites), mais les conseillers municipaux sont élus au suffrage censitaire pour six ans.
Du 3 juillet 1848 à 1851, les maires sont élus par le conseil municipal pour les communes de moins de 6 000 habitants.
De 1851 à 1871, les maires sont nommés par le préfet, pour les communes de moins de 3 000 habitants et pour 5 ans à partir de 1855. Après 1871, les maires sont de nouveau élus, sauf dans les chefs-lieux (de départements, d'arrondissements ou de cantons).
Ce n'est que le 28 mars 1882, qu'une loi sur l’organisation municipale (encore en vigueur) est votée, et qui régit le principe de l'élection du maire et des adjoints par le conseil municipal, quelle que soit l'importance de la commune (sauf pour Paris). La loi du 5 avril 1884 fixe le mandat à quatre ans, durée portée le 10 avril 1929 à six ans.
De par sa taille, la commune dispose d'un conseil municipal de 15 membres (article L2121-2 du Code général des collectivités territoriales). Lors du scrutin de 2008, Anne-Marie Moreau est élue conseiller municipal au second tour puis nommé maire par celui-ci. En 2014, les 15 membres de la liste "Avenir Chenac-Saint-Seurin-d'Uzet" sont élus conseillers municipaux au premier tour du scrutin. M. François Delaunay est élu maire par le nouveau conseil.

### Liste des maires

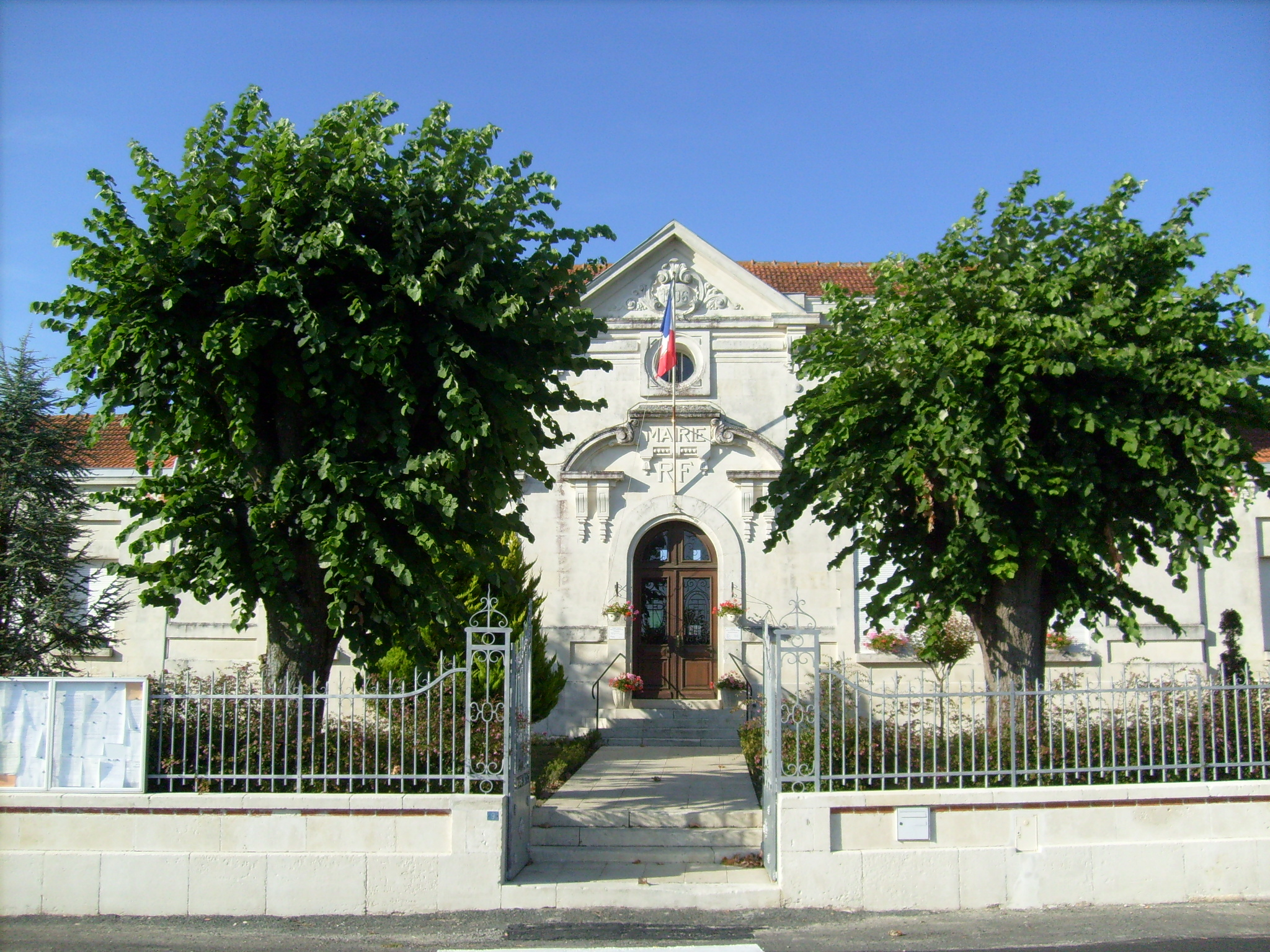
Mairie de Chenac.

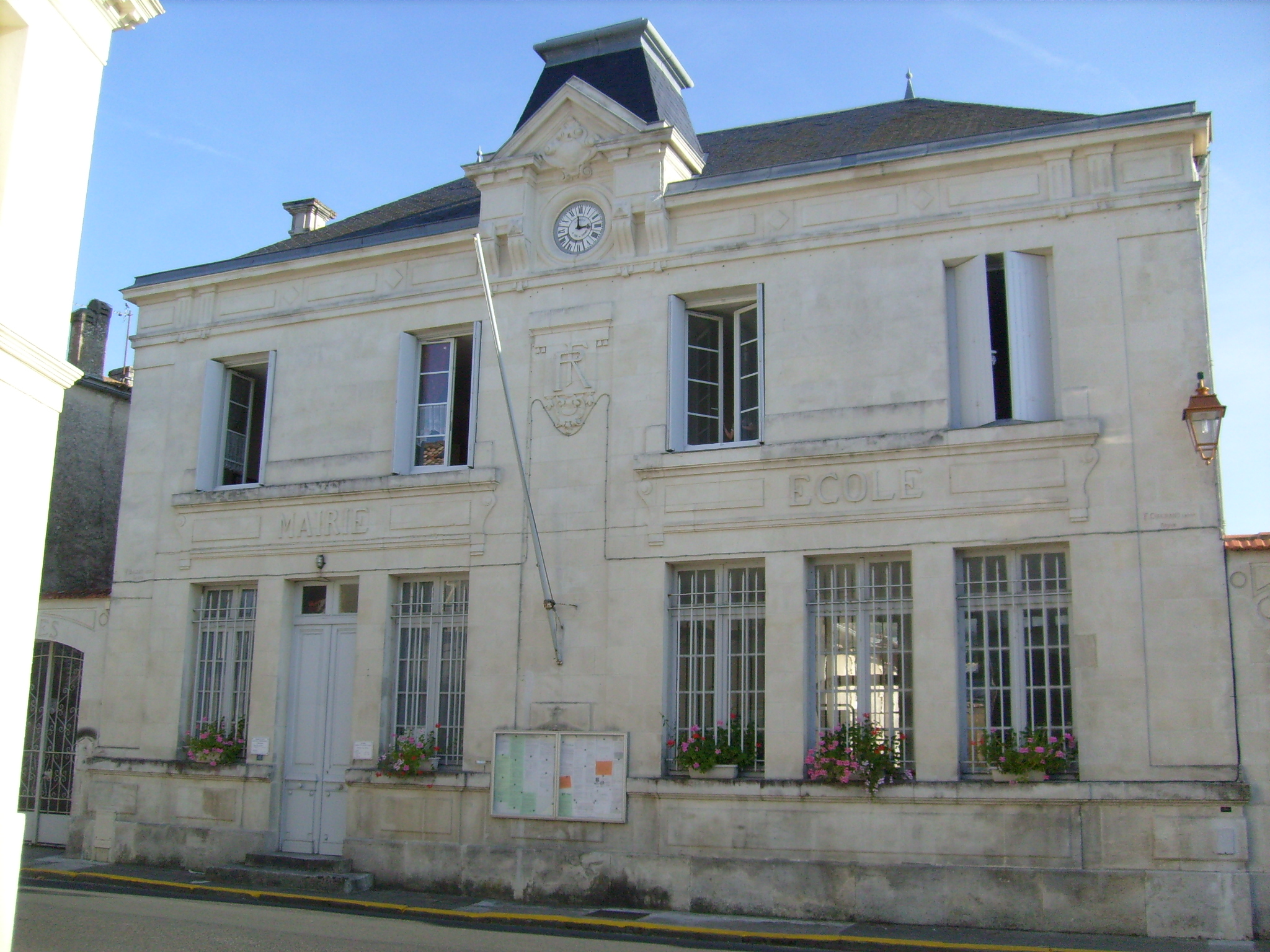
Ancienne mairie-école de Saint-Seurin-d'Uzet.

| Période                                  | Période      | Identité           | Étiquette | Qualité    |
| ---------------------------------------- | ------------ | ------------------ | --------- | ---------- |
| Les données manquantes sont à compléter. |              |                    |           |            |
|                                          |              |                    |           |            |
| 2001                                     | 2008         | Gérard Charrassier | DVD       |            |
| 2008                                     | 2014         | Anne-Marie Moreau  |           |            |
| 2014                                     | juillet 2020 | François Delaunay  |           | Professeur |
| juillet 2020                             | En cours     | Bruno Dujean       |           |            |

### Région
À la suite de la réforme administrative de 2014 ramenant le nombre de régions de France métropolitaine de 22 à 13, la commune appartient depuis le 1er janvier 2016 à la région Nouvelle-Aquitaine, dont la capitale est Bordeaux. De 1972 au 31 décembre 2015, elle a appartenu à la région Poitou-Charentes, dont le chef-lieu était Poitiers.

### Canton
La commune appartient au canton de Saintonge Estuaire. La commune a appartenu jusqu'en 1802 à l'éphémère canton de Mortagne-sur-Gironde, puis jusqu'en 2015 au canton de Cozes.

### Intercommunalité
Chenac-Saint-Seurin-d'Uzet appartient à la Communauté d'agglomération Royan Atlantique, laquelle regroupe 33 communes de la région royannaise.

### Tendances politiques
Les derniers scrutins organisés dans la commune laissent apparaître un net ancrage à droite de l'électorat. Ainsi, lors de l'élection présidentielle de 2007, ce sont 66,06 % des électeurs qui ont apporté leurs suffrages au candidat Nicolas Sarkozy, soit bien plus que la moyenne départementale (51,93 %) ou nationale (53,06 %).
De même lors des élections législatives qui ont suivi, Dominique Bussereau (UMP) conservant son siège de député, obtenant 56,18 % des voix dans la commune.
La prédominance d'un électorat de droite est encore plus flagrante lorsque l'on observe le résultat des élections régionales de 2004.
Bien que celles-ci aient vu le basculement de la région Poitou-Charentes à gauche, Ségolène Royal obtient un score relativement faible dans la commune, n'obtenant que 39,15 % des suffrages, bien loin de la moyenne départementale (51,80 %) ou régionale (55,10 %).
Résultats du second tour des élections présidentielles de 2007 et 2002 :
- élection présidentielle de 2007 : 66,06 % pour Nicolas Sarkozy (UMP), 33,94 % pour Ségolène Royal (PS). Participation : 86,75 %[54].
- élection présidentielle de 2002 : 83,29 % pour Jacques Chirac (RPR), 16,71 % pour Jean-Marie Le Pen (FN). Participation : 81,80 %[55].

Résultats des élections législatives de 2007 et 2002 :
- élections législatives de 2007 : 56,18 % pour Dominique Bussereau (UMP), 18,02 % pour Régine Joly (PS). Participation : 61,91 %[56]
- élections législatives de 2002 : 54,66 % pour Dominique Bussereau (RPR), 12,73 % pour Gérard Fontenay (Chasse, pêche, nature et traditions). Participation : 61,22 %[57].

Résultats des élections régionales de 2004 :
- élections régionales de 2004 : 49,01 % pour Élizabeth Morin (UMP), 39,15 % pour Ségolène Royal (PS). Participation : 76,69 %[58].

## Démographie
La commune de Chenac-Saint-Seurin-d'Uzet est une commune rurale située en marge de l'aire urbaine de Royan. Elle est intégrée à un bassin de vie faiblement autonome centré sur le pôle urbain de Cozes
Les statistiques publiées en 1999 par le ministère du logement et de la ville indiquent une part des moins de 25 ans dans la population de 21,6 %, tandis que celle des non-diplômés atteint 31,3 %.
La part des étrangers dans la population est relativement faible : elle est actuellement de l'ordre de 2,3 %.
Les familles monoparentales représentent quant à elles 11,6 % de la population communale.

### Évolution démographique
L'évolution du nombre d'habitants est connue à travers les recensements de la population effectués dans la commune depuis 1793. Pour les communes de moins de 10 000 habitants, une enquête de recensement portant sur toute la population est réalisée tous les cinq ans, les populations de référence des années intermédiaires étant quant à elles estimées par interpolation ou extrapolation. Pour la commune, le premier recensement exhaustif entrant dans le cadre du nouveau dispositif a été réalisé en 2008.

En 2022, la commune comptait 595 habitants, en évolution de +1,19 % par rapport à 2016 (Charente-Maritime : +4,04 %, France hors Mayotte : +2,11 %).
| 1793 | 1800 | 1806 | 1821 | 1831 | 1836 | 1841 | 1846 | 1851 |
| ---- | ---- | ---- | ---- | ---- | ---- | ---- | ---- | ---- |
| 832  | 856  | 770  | 812  | 901  | 865  | 835  | 815  | 821  |

| 1856 | 1861 | 1866 | 1872 | 1876 | 1881 | 1886 | 1891 | 1896 |
| ---- | ---- | ---- | ---- | ---- | ---- | ---- | ---- | ---- |
| 809  | 817  | 806  | 743  | 744  | 736  | 700  | 679  | 628  |

| 1901 | 1906 | 1911 | 1921 | 1926 | 1931 | 1936 | 1946 | 1954 |
| ---- | ---- | ---- | ---- | ---- | ---- | ---- | ---- | ---- |
| 637  | 630  | 636  | 587  | 542  | 524  | 533  | 495  | 519  |

| 1962 | 1968 | 1975 | 1982 | 1990 | 1999 | 2006 | 2008 | 2013 |
| ---- | ---- | ---- | ---- | ---- | ---- | ---- | ---- | ---- |
| 488  | 795  | 721  | 667  | 599  | 572  | 590  | 595  | 582  |

| 2018 | 2022 | - | - | - | - | - | - | - |
| ---- | ---- | - | - | - | - | - | - | - |
| 599  | 595  | - | - | - | - | - | - | - |

### Pyramide des âges
La population de la commune est relativement âgée.
En 2018, le taux de personnes d'un âge inférieur à 30 ans s'élève à 26,1 %, soit en dessous de la moyenne départementale (29 %). À l'inverse, le taux de personnes d'âge supérieur à 60 ans est de 39,1 % la même année, alors qu'il est de 34,9 % au niveau départemental.
En 2018, la commune comptait 304 hommes pour 295 femmes, soit un taux de 50,75 % d'hommes, largement supérieur au taux départemental (47,85 %).
Les pyramides des âges de la commune et du département s'établissent comme suit.
| Hommes | Classe d’âge | Femmes |
| ------ | ------------ | ------ |
| 0,7    | 90 ou +      | 2,0    |
| 10,2   | 75-89 ans    | 11,9   |
| 27,0   | 60-74 ans    | 26,4   |
| 18,8   | 45-59 ans    | 22,0   |
| 14,5   | 30-44 ans    | 14,6   |
| 14,5   | 15-29 ans    | 9,2    |
| 14,5   | 0-14 ans     | 13,9   |

| Hommes | Classe d’âge | Femmes |
| ------ | ------------ | ------ |
| 1,1    | 90 ou +      | 2,6    |
| 10,1   | 75-89 ans    | 12,6   |
| 22     | 60-74 ans    | 23,2   |
| 20,1   | 45-59 ans    | 19,7   |
| 16,1   | 30-44 ans    | 15,6   |
| 15,2   | 15-29 ans    | 12,7   |
| 15,4   | 0-14 ans     | 13,6   |

## Économie

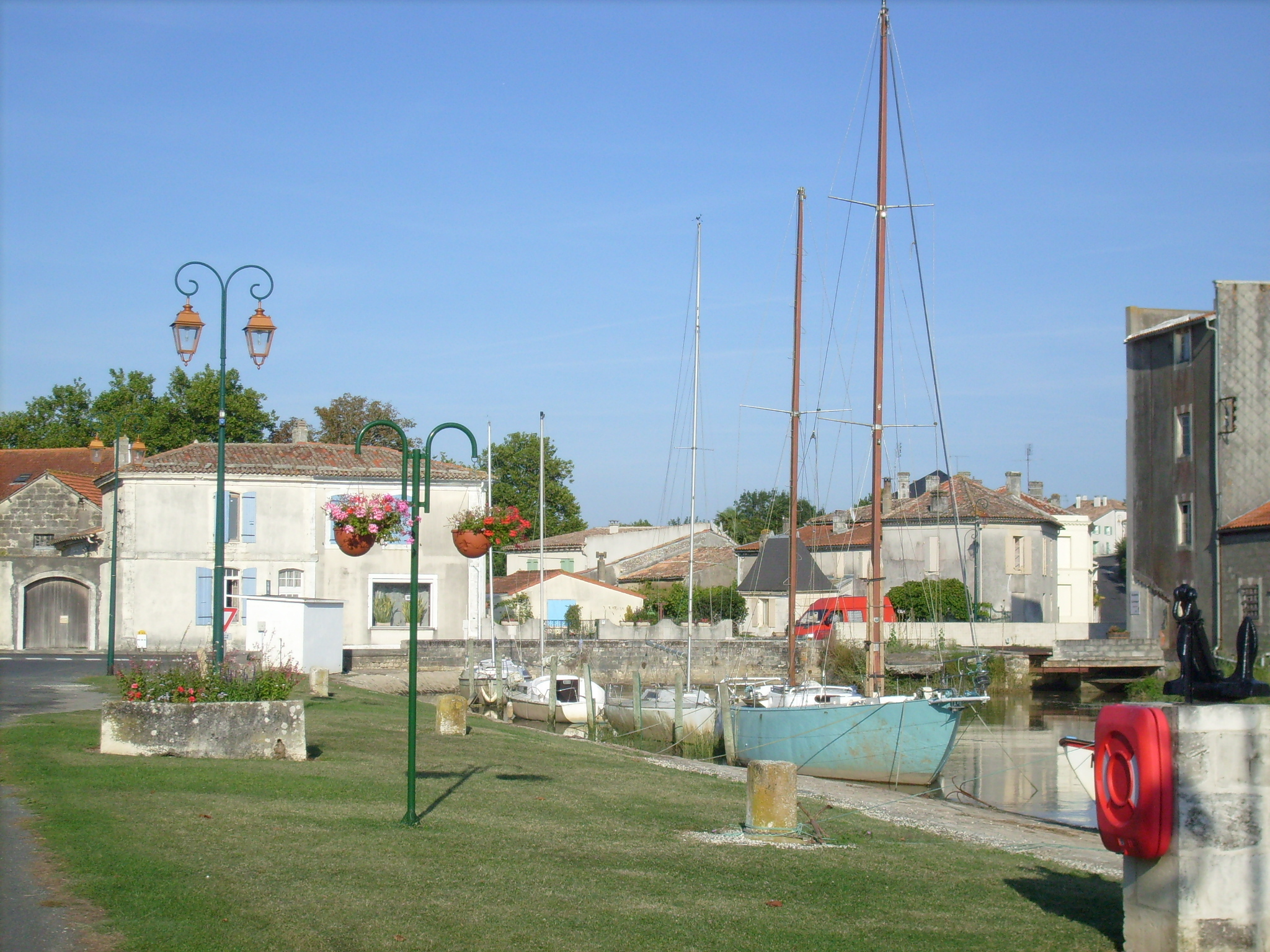
Le port de Saint-Seurin-d'Uzet.

### Emploi
La commune est au cœur d'un bassin d'emploi particulièrement attractif, la zone d'emploi de Royan (issue de la partition de l'ancienne zone d'emploi Saintonge maritime, qui regroupait de nombreuses communes du Pays Rochefortais, du Pays Marennes-Oléron et du Pays Royannais), forte de 27 753 emplois en 2008. La zone d'emploi de Royan est, avec celle de La Rochelle, la plus dynamique de la région Poitou-Charentes, toutes deux profitant « d'un tissu économique et d'une démographie dynamiques » (Insee). La croissance y est particulièrement soutenue, du fait du développement des activités tertiaires.
L'économie de la commune s'articule autour de l'agriculture, de la viticulture, de la pêche, et de plus en plus, autour du tourisme, en particulier le tourisme vert. La commune possède quelques commerces de proximité, notamment une supérette.
En 1999, le taux de chômage était nettement supérieur à la moyenne nationale, avec 17,4 % de personnes à la recherche d'un emploi. Les actifs forment 38,1 % de la population, les retraités 27,8 %, et les jeunes scolarisés, 16,7 %.
Parmi les actifs, 30,2 % sont ouvriers, 22,6 % travaillent dans le secteur de l'agriculture, et 17 % sont employés.

### Immobilier
Globalement, la population de la commune a des revenus moins importants que dans le reste de l'hexagone : la moyenne des revenus par an et par ménage y est de 11 629 €(moyenne nationale : 15 027 €/an et par ménage). Le prix moyen de l'immobilier est de 3 197 €/m2 (vente) et 12,22 €/m2/mois (location).
Le taux de personnes propriétaires de leur logement est supérieur à la moyenne nationale : il est de 69,9 % (moyenne nationale : 55,3 %). À l'inverse, 16 % des habitants de la commune sont locataires (moyenne nationale : 39,8 %). Le taux de personnes logées gratuitement est lui aussi très élevé : il représente 14,1 % des habitants, contre 4,9 % dans le reste de l'hexagone.
Le parc immobilier de la commune est constitué de 444 logements, dont 60,6 % sont des résidences principales et 30,6 % des résidences secondaires. Le taux de logements vacants est de 8,8 %, ce qui est conforme à la moyenne nationale (8 %).
Les maisons individuelles représentent l'écrasante majorité des logements, soit 97,8 % (moyenne nationale : 55,3 %).

### Véhicules
58,7 % des ménages de la commune possèdent un véhicule, soit près de dix points de plus que la moyenne nationale (48,8 %).
30,5 % possèdent plusieurs véhicules, chiffre conforme à la moyenne nationale (30,3 %).
Seuls 10,8 % des habitants ne possèdent aucun véhicule.

## Culture locale et patrimoine

### Lieux et monuments

#### Église Saint-Séverin

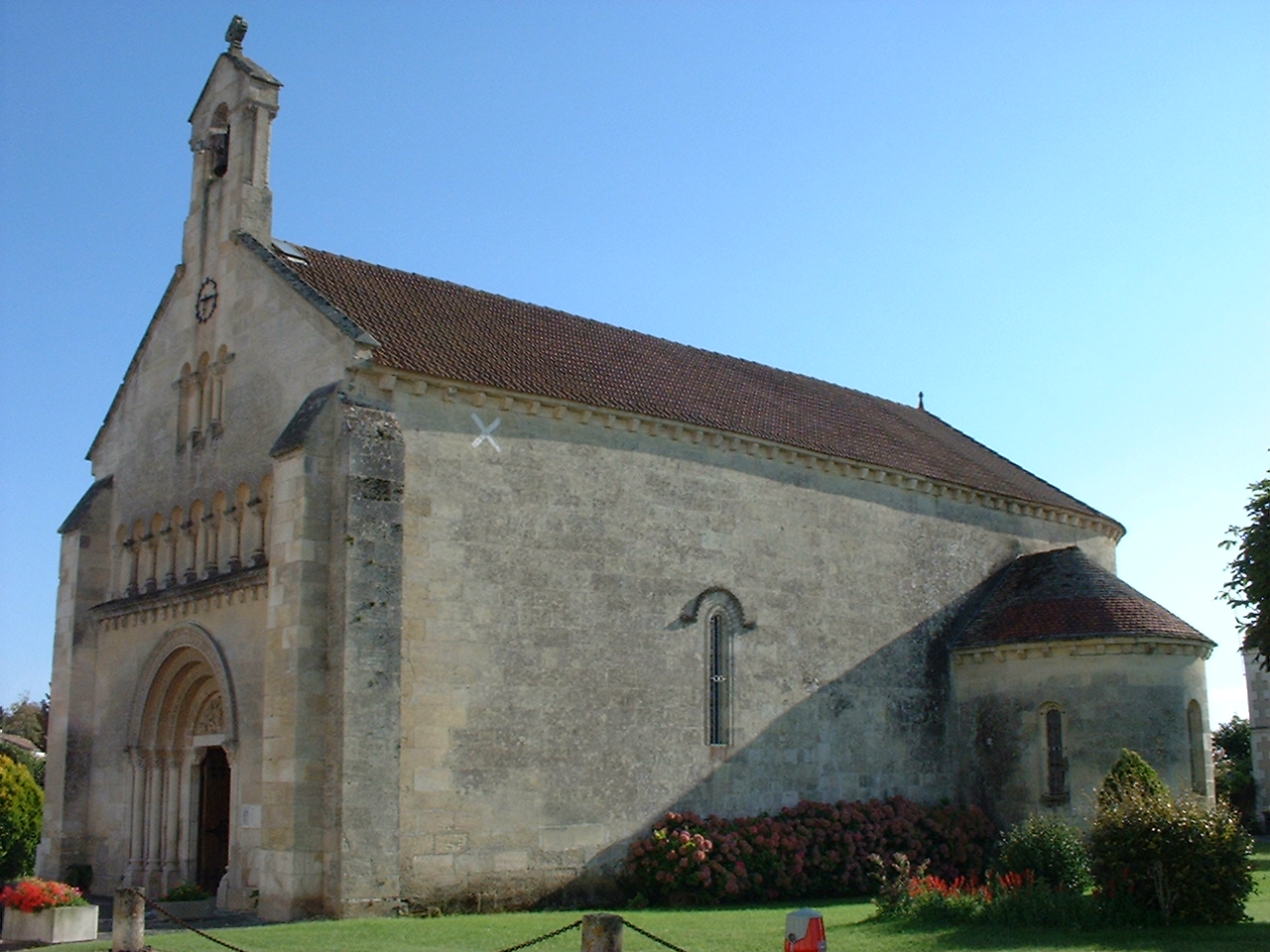
L'église Saint-Séverin.

Cette église est située non loin de l'emplacement d'un ancien sanctuaire dédié à saint Martin, édifié probablement vers le début du XIIe siècle, et dont les chroniques nous apprennent qu'il fut donné au prieuré de Mortagne par l'évêque de Saintes Adhémar Carbonel en 1174. Devenue vétuste, l'église est désaffectée au cours du XVIIe siècle et sa destruction ordonnée en 1707.
Une nouvelle église est construite à proximité dès 1689. Elle est mentionnée en 1709 par Claude Masse au cours d'une de ses pérégrinations à travers la Saintonge, celui-ci parlant d'une « grande chapelle ». Les travaux se poursuivirent jusqu'à sa consécration officielle en 1710 par l'archiprêtre de Saint-Fort, Fleurinon, et le prêtre titulaire de la paroisse de Saint-Seurin-d'Uzet, Michel Allary.

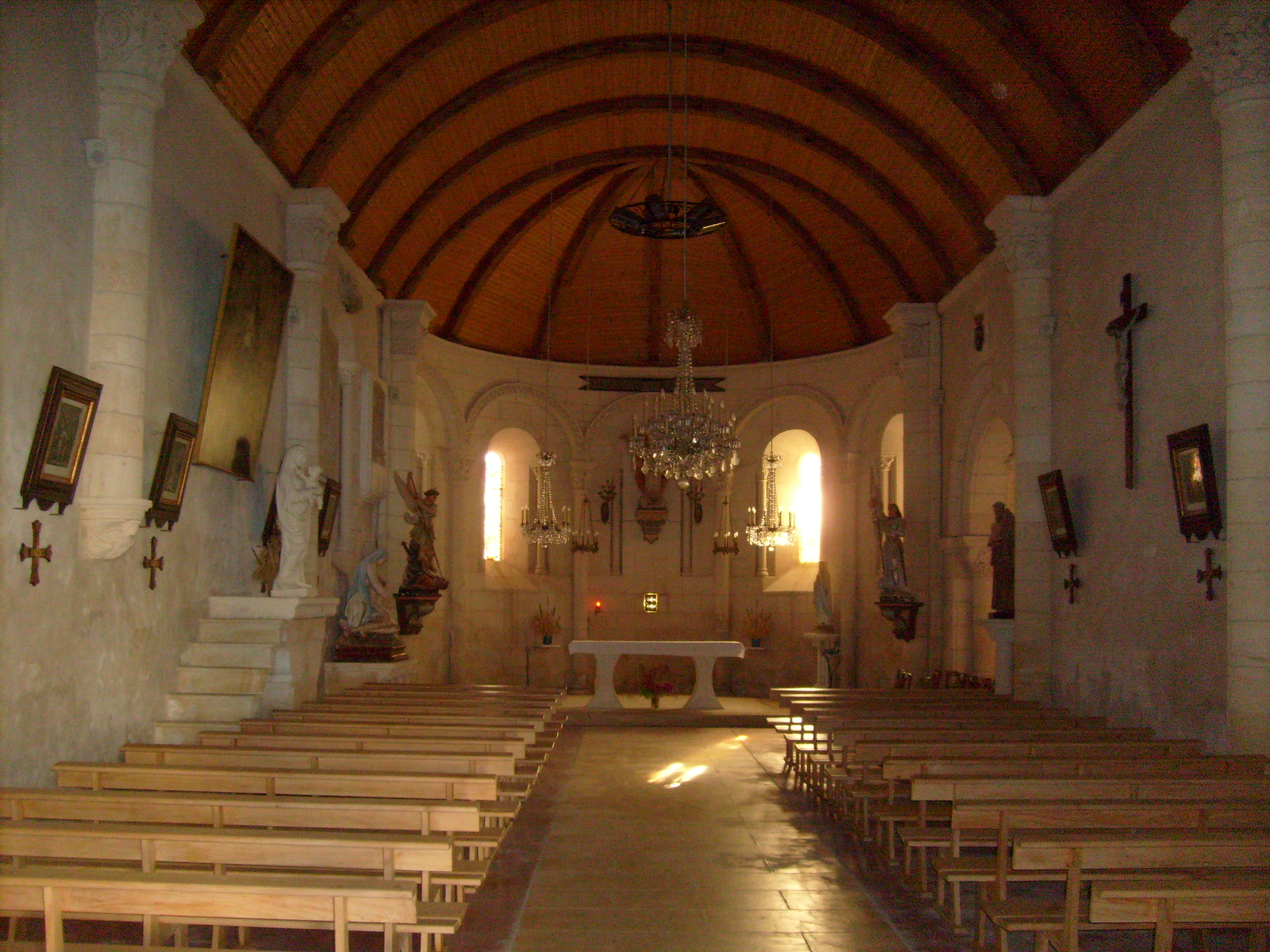
L'intérieur de l'église Saint-Séverin.

Entre 1857 et 1859, une campagne de restauration fut conduite par l'architecte de l'arrondissement de Saintes Victor Fontorbe, qui modifia quelque peu la structure du bâtiment.
L'église, située à proximité du port, est régulièrement inondée. De même, elle eût récemment à souffrir de la violence de la tempête de 1999.
Cet édifice néo-roman forme un vaisseau unique de deux travées, terminé par une abside semi-circulaire. Deux absidioles viennent se greffer à la nef, dont l'une, datant de 1721, accueille la chapelle seigneuriale des barons d'Uzet.
Les voûtes du sanctuaire sont entièrement charpentées, à la manière d'une coque de navire renversée.
La façade de style néo-roman accueille arcatures et modillons surmontant un tympan représentant le Christ et les évangélistes. L'ensemble est couronné d'un clocheton.

#### Église Saint-Martin

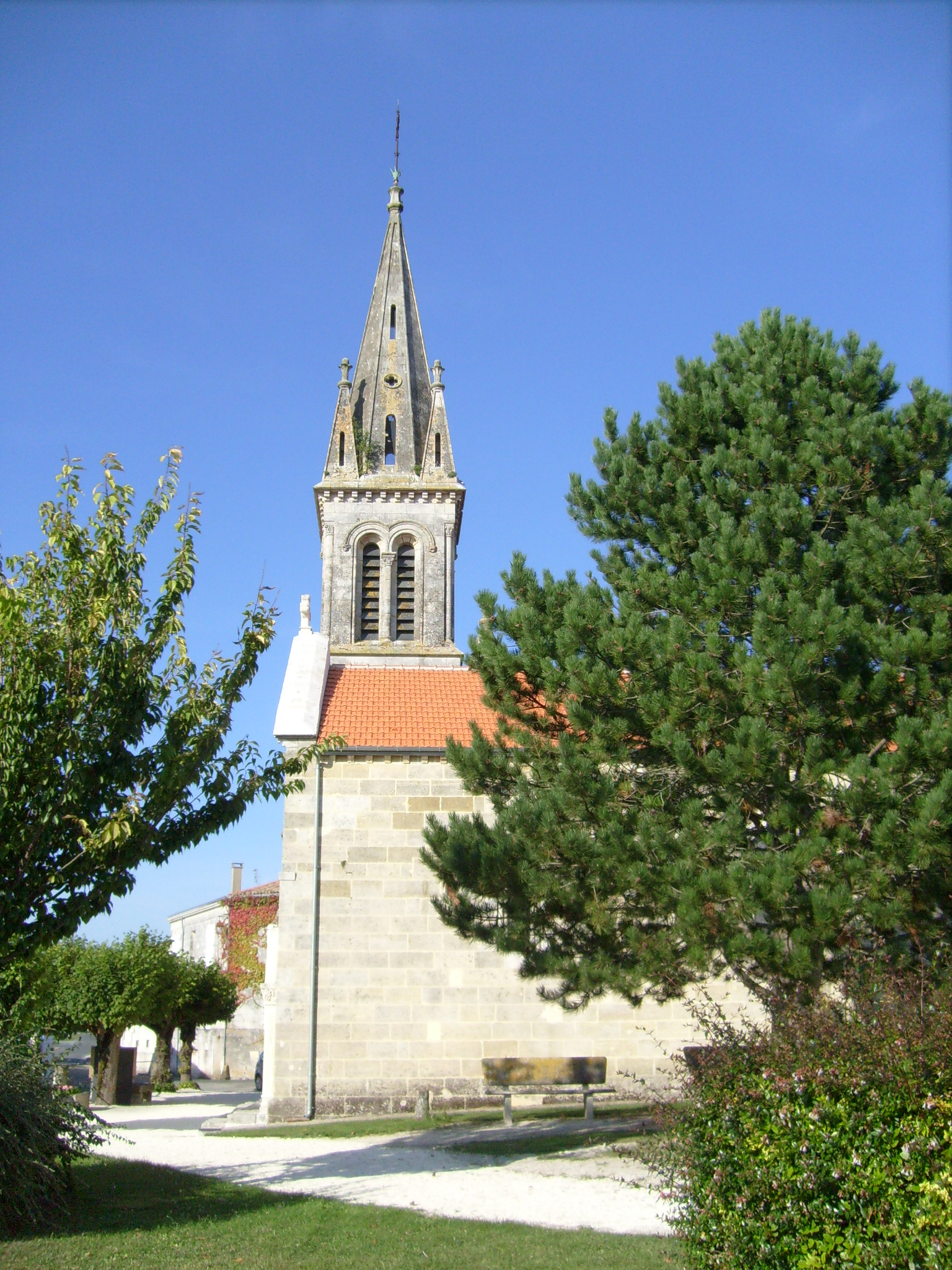
L'église Saint-Martin.

Cet édifice de style néo-roman se dresse au centre du village de Chenac, sur un promontoire rocheux. Il remplace une église qui, mal entretenue, était devenue vétuste.
Les travaux, initiés en 1852, furent poursuivis à partir de 1866 sur les plans de l'architecte Aimé Bonnet, lequel choisit de s'inspirer des églises romanes de la région plutôt que de construire un sanctuaire néo-gothique, comme cela avait été envisagé auparavant. Les travaux furent achevés dès 1868.
L'église forme un plan en forme de croix latine, comprenant une nef voûtée en plâtre, un transept et une abside semi-circulaire éclairée de cinq baies.
La façade, qui s'étale sur trois niveaux, est très richement ornée. Deux arcs aveugles encadrent un portail en plein-cintre comportant trois voussures, ornées de motifs végétaux, l'ensemble étant complété par une archivolte dont les motifs en dents de scie tranchent par leur extrême simplicité. Les chapiteaux des colonnettes reproduisent des thèmes chers aux sculpteurs médiévaux : animaux extraordinaires (chevaux à tête humaine), oiseaux et feuilles d'acanthe. Une arcature retombant sur neuf colonnettes constitue le niveau supérieur, lui-même surmonté d'un oculus.
L'édifice est encadrée par un clocher surmonté d'une flèche construite à partir de pierres provenant de carrières situées non loin de là, dans les villages de Thénac et de Thaims.

#### La roselière de Saint-Seurin, site ornithologique

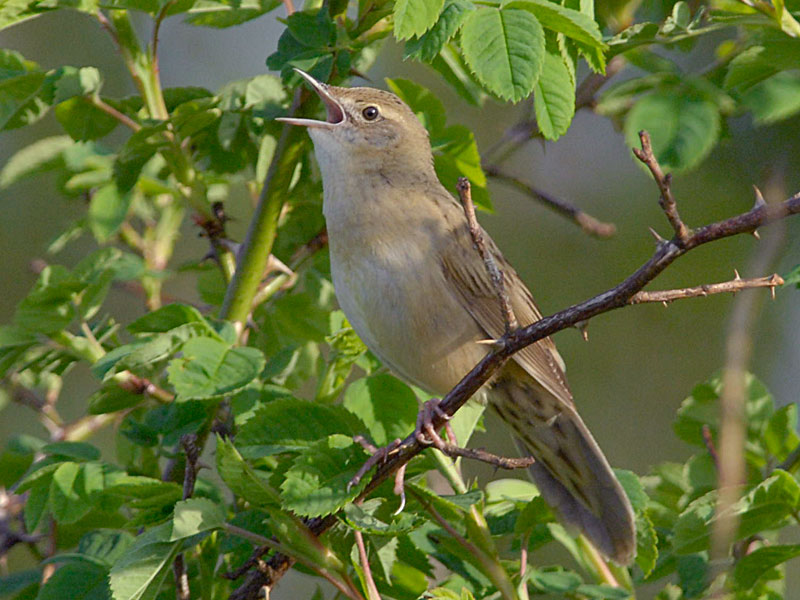
La locustelle est l'un des principaux hôtes de la roselière de Saint-Seurin.

Étalés sur les flancs de la Gironde, ses 350 hectares de roseaux en font une des plus importantes roselières de France, après celle de la baie de Seine. Bordant l'estuaire, cette zone humide constitue une étape incontournable pour de nombreux migrateurs venus d'Europe de l'est. Ici, à l'abri de son couvert tiède, les Rousserolles effarvattes, locustelles, gorges bleue, phragmite des joncs et autres passereaux... s'y arrêtent quelque temps et engraissent, avant d'achever leur migration vers l'Afrique tropicale.
Le Muséum national d'histoire naturelle ne s'y est pas trompé en installant à Saint-Seurin, depuis les années 1980, un des cinq camps de baguage d'oiseaux de la façade atlantique. Du simple passionné à l'ingénieur écologue, une trentaine de stagiaires vient se former chaque été aux techniques d'observation et de mesure ornithologiques. Outre leur activité scientifique, ils valorisent ce joyau naturel et protégé en le faisant découvrir à un public curieux.

#### Château de Saint-Seurin-d'Uzet
Les origines de ce château remontent au moins au XVe siècle. Il fut propriété de la famille La Motte-Fouqué au XVIe siècle, avant de passer aux Brétinauld. Le château semble avoir joué un rôle important pendant la fronde de 1653, ce qui lui valut d'être occupé par une garnison royale commandée par Josias Chenel.
L’ingénieur Claude Masse fit une description du château en 1709, le décrivant ainsi :
« Le château de Saint-Seurin qui est situé à l’extrémité d’un rocher escarpé à pique de 45 pieds de haut, quoy que petit, a été bien fortifié et flanqué du côté de terre d’un bastion et de deux demy revêtus de pierre de taille, enceint d’un fossé large de 12 toises et profond de 18 à 20 pieds. Il y avait une grosse tour qui est à présent presque ruinée aussi bien que l’enceinte qui n’est plus défensive et qui pourrait facilement se rétablir. Il fut assiégé par les catholiques en 1653, et tint 18 jours tranchée ouverte. L’armée était commandée par quatre officiers généraux; la place était bien munie d’artillerie et d’une bonne garnison qui rendit par composition… »
Le château fut partiellement endommagé par les combats survenus à la fin de la Seconde Guerre mondiale.
Celui-ci, établi sur un promontoire dominant le port, comporte une tour avec chemin de ronde et mâchicoulis, entourant un logis remanié au cours des XIXe et XXe siècles. Un second logis se trouvait auparavant un peu en avant, à proximité de la route traversant le bourg, mais il fut rasé pour permettre la construction de nouvelles habitations.

#### Moulin de Barabe

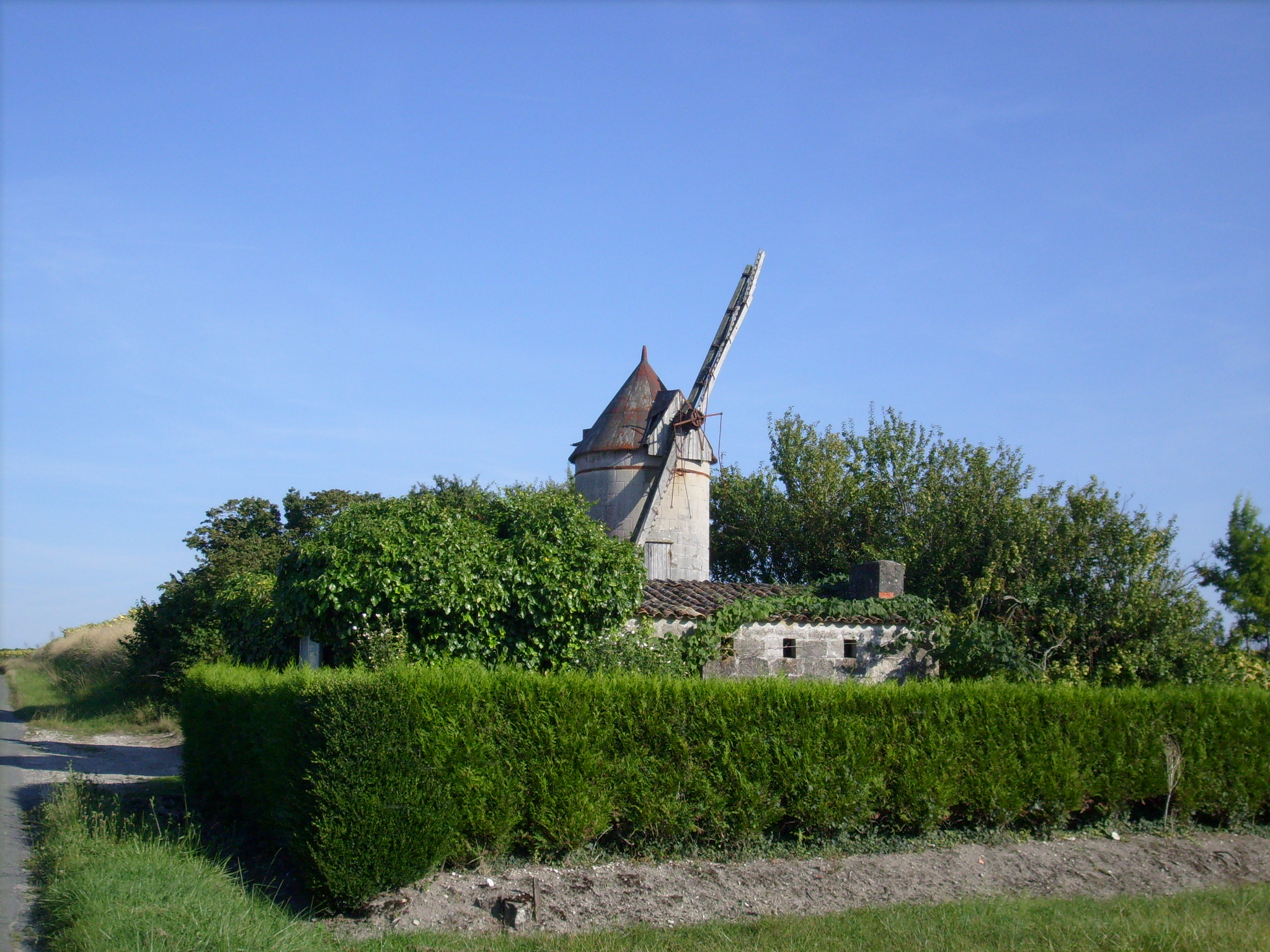
Le moulin de Barabe.

Ce bâtiment atypique est né de la passion pour les moulins de son propriétaire. Celui-ci décida pour occuper son temps libre de bâtir une réplique au tiers des moulins à vent traditionnels saintongeais vers le milieu des années 1930, en employant comme matériau les parpaings.
Perçu comme une excentricité lors de sa construction, achevée en 1936, le moulin finit par trouver une utilité pendant la Seconde Guerre mondiale. En effet, en ces temps de pénuries, il était parfois possible de trouver un peu de blé à moudre, apportant un surplus de farine aux habitants du village.

### Équipements et services

#### Enseignement
La commune ne compte plus d'école sur son territoire. Les établissements les plus proches sont situés à Épargnes, petite bourgade située au nord-est de la commune, ainsi qu'à Mortagne-sur-Gironde, petite ville située environ six kilomètres en amont de Saint-Seurin-d'Uzet.
Les établissements d'enseignement secondaire les plus proches sont le collège public de Cozes et les lycées de Saintes et de Royan.

#### Santé
La commune ne compte aucun médecin : les principaux services de santé sont ainsi localisés à Cozes, le chef-lieu du canton, ainsi qu'à Meschers-sur-Gironde.
Les centres hospitaliers les plus proches sont ceux de Royan et de Saintes.
Des centres de secours sont situés à Cozes, Mortagne-sur-Gironde et Meschers-sur-Gironde.

### Vie locale

#### Langue régionale

Aire linguistique du Saintongeais.

La commune est située dans l'aire linguistique du saintongeais, un dialecte faisant partie de la famille des langues d’oïl, branche des langues romanes, qui comprend également le français, l’angevin le picard et le poitevin avec lequel il est souvent regroupé dans un domaine plus vaste, le poitevin-saintongeais.
Le saintongeais (saintonjhais) est la langue vernaculaire parlée en Saintonge ainsi que dans une partie de l'Aunis, de l'Angoumois, mais aussi dans quelques enclaves de Guyenne (Pays Gabay ou Grande Gavacherie, Petite Gavacherie autour de Monségur dans l'Entre-deux-Mers et enclave du Verdon, en Médoc). On l'appelle parfois aussi le charentais ou encore le patois charentais. Les locuteurs sont dits patoisants.
Le saintongeais a fortement influencé l’acadien et en conséquence, par ricochet, le cadien ; quant au québécois, il a été influencé par les parlers tels que le normand, le francien et le saintongeais.
La langue saintongeaise présente de nombreux traits communs avec des langues telles que le cadien ou l'acadien, ce qui s'explique par les origines saintongeaises d'une partie des émigrants vers la Nouvelle-France au XVIIe siècle.

#### Télévision
La présence de nombreuses collines rend la réception de la télévision numérique terrestre très aléatoire, voire impossible en certains points du territoire communal. Les deux principaux émetteurs couvrant la commune en numérique sont l'émetteur de Vaux-sur-Mer, mis en service en juin 2008, et l'émetteur de Bordeaux-Bouliac. La qualité de réception de l'émetteur de Vaux-sur-Mer varie entre 48 et 53 dBµV/m sur les hauteurs de Chenac, mais demeure presque impossible à Saint-Seurin-d'Uzet.
Cet émetteur de moyenne puissance permet la réception des 18 chaînes gratuites de la TNT, dont le décrochage régional de France 3 Poitou-Charentes.
L'émetteur de référence est l'émetteur de Bordeaux-Bouliac : avec un signal compris entre 53 dBµV/m (Chenac) et 63 dBµV/m (Saint-Seurin-d'Uzet et littoral), celui-ci est reçu dans la majeure partie de la commune, même si le relief peut également causer des zones d'ombres par endroits. Cet émetteur permet la réception des 18 chaînes gratuites de la TNT, dont le décrochage régional de France 3 Aquitaine (et non France 3 Poitou-Charentes). Une 19e chaîne peut être reçue via cet émetteur : TV7 Bordeaux.

### Héraldique
| Blason de Chenac-Saint-Seurin-d'Uzet | Blason  | Tiercé en pairle renversé : au 1er de gueules au chêne d'or, au 2e d'or à la grappe de raisin de pourpre tigée et feuillée au naturel, au 3e d'azur à l'esturgeon d'argent. |
| Blason de Chenac-Saint-Seurin-d'Uzet | Détails | Présenté le 9 juillet 2015. |

## Pour approfondir